# Lista gal pay-per-view i superkart transmitowanych na żywo federacji WWE

WrestleMania to największe wydarzenie premium na żywo w WWE. W 2025 roku 41. edycja (na zdjęciu) odbyła się w Allegiant Stadium i przyciągnęła 60 151 widzów podczas pierwszej nocy i 60 212 widzów podczas drugiej nocy (łącznie 120 363 widzów).

Jest to lista gal pay-per-view i superkart transmitowanych na żywo federacji WWE, szczegółowo opisujące wszystkie karty wrestlingu zawodowego promowane przez amerykańską organizację, dostępne w tradycyjnych punktach PPV i usługach transmisji strumieniowej na żywo, takich jak WWE Network i Netflix.
Od 2022 roku, aby podkreślić dostępność tych wydarzeń za pośrednictwem platform cyfrowych, takich jak WWE Network, i innych usług przesyłania strumieniowego, które posiadają prawa do treści (takich jak Peacock w Stanach Zjednoczonych), WWE zaczęło nazywać wszystkie wydarzenia pay-per-view (PPV) „Premium Live Events” (PLE).

## Historia
Amerykańska profesjonalna promocja wrestlingu WWE transmituje wydarzenia pay-per-view (PPV) od lat 80., kiedy to po raz pierwszy ustanowiono klasyczne wydarzenia "Wielkiej Czwórki" (Royal Rumble, WrestleMania, SummerSlam i Survivor Series) – pierwszym PPV firmy była WrestleMania w 1985 roku. Oferta PPV firmy rozszerzyła się do miesięcznej w połowie lat 90. po wprowadzeniu serii płatnych odsłon In Your House, a następnie rozszerzyła się jeszcze bardziej w połowie 2000 roku podczas pierwszego rozszerzenia marki WWE. Ponadto WWE produkowało międzynarodowe PPV niedostępne w Stanach Zjednoczonych w latach 1997–2003. W 2022 roku firma zaczęła uznawać Money in the Bank za jedno z pięciu największych wydarzeń roku, czyniąc z niego wydarzenie "Wielkiej Piątki" wraz z klasyczną "Wielką Czwórką"; King of the Ring było uważane za wydarzenie "Wielkiej Piątki" od 1993 do 2002 roku, po czym zostało przerwane jako PPV do 2024 roku.
Po oryginalnym rozszerzeniu marki WWE w 2002 roku, firma promowała dwa objazdowe składy, Raw i SmackDown, reprezentujące jej programy telewizyjne, Raw i SmackDown, a dwa PPV w Wielkiej Brytanii, które odbyły się w tym roku, były pierwszymi, które były wyłączne dla marki. Po Judgment Day w 2003 roku, PPV z wyłącznością marki zostały rozszerzone na wszystkie PPV WWE, z wyjątkiem tradycyjnej "Wielkiej Czwórki", która nadal prezentowała cały skład, podczas gdy pozostałe PPV były na przemian Raw i SmackDown. Specjalne Extreme Championship Wrestling PPV w 2005 roku doprowadziło do stworzenia marki ECW w 2006 roku, która również otrzymała własne dedykowane wydarzenia PPV. W marcu 2007 roku WWE ogłosiło, że wszystkie kolejne wydarzenia PPV inne niż "wielka czwórka" po WrestleManii 23 będą zawierały wykonawców ze wszystkich marek, co zakończyło PPV wyłączne dla marki. W 2008 roku wszystkie wydarzenia WWE PPV zaczęły być transmitowane w wysokiej rozdzielczości.
Działalność firmy w zakresie PPV zaczęła się drastycznie zmieniać wraz z uruchomieniem usługi transmisji strumieniowej online, WWE Network, 24 lutego 2014 roku. WWE przestało koncentrować się na dostarczaniu swoich wydarzeń wyłącznie na kanałach PPV, skupiając się głównie na transmisji na żywo wszystkich wydarzeń w WWE Network, w tym niektórych ekskluzywnych wydarzeń, takich jak NXT TakeOver. Po drugim rozszerzeniu marki w lipcu 2016 roku, wydarzenia na wyłączność marki powróciły z "Wielką Czwórką" ponownie jako jedynymi, które obejmowały zarówno marki Raw, jak i SmackDown. Wydarzenia na wyłączność marki po raz kolejny dobiegły końca, tym razem po WrestleManii 34 w kwietniu 2018 roku, kiedy to wydarzenia ponownie obejmowały wrestlerów wszystkich marek.
Począwszy od NXT TakeOver 31 w październiku 2020 roku, wydarzenia TakeOver zaczęły być transmitowane na tradycyjnym PPV, a także na żywo. Pod koniec 2021 roku WWE zaprzestało serii TakeOver, ale nadal okresowo promowało główne wydarzenia NXT; jednak począwszy od roku kalendarzowego 2022, WWE przestało transmitować główne wydarzenia NXT na PPV, a następnie były one dostępne tylko za pośrednictwem transmisji na żywo.
Edycja Fastlane w 2021 roku była początkiem wycofywania się WWE z WWE Network, a firma współpracowała z innymi platformami w celu dystrybucji swoich treści. Począwszy od tej edycji Fastlane w Stanach Zjednoczonych, wydarzenia zaczęły być emitowane w serwisie streamingowym NBCUniversal,Peacock, po połączeniu amerykańskiej sieci WWE Network pod Peacock w marcu tego roku. Samodzielna wersja amerykańskiej sieci WWE Network została zamknięta 4 kwietnia. W ciągu następnych kilku lat w innych krajach nastąpiło połączenie własnej wersji WWE Network w ramach innych usług. W Indonezji WWE Network połączyła się w ramach Disney+ Hotstar w styczniu 2022 roku, a następnie w ramach Disney+ na Filipinach w listopadzie tego samego roku, podczas gdy w Australii połączyła się w ramach Binge w styczniu 2023 roku, a następnie Abema w Japonii we wrześniu tego samego roku. W styczniu 2025 roku WWE Network na całym świecie zostanie zamknięta, a wszystkie inne kraje, które nadal mają sieć, połączą się w ramach Netflix.
Oprócz kanału WWE Peacock, wydarzenia WWE są nadal dostępne w tradycyjnych punktach sprzedaży PPV w Stanach Zjednoczonych. W Kanadzie PPV WWE są dostępne za pośrednictwem Vu!, Shaw PPV lub SaskTel PPV, a wcześniej były wyświetlane w wybranych lokalizacjach sieci Cineplex Entertainment. W Australii PPV są pokazywane na Main Event. W Wielkiej Brytanii i Irlandii wszystkie PPV były pokazywane w Sky Sports Box Office do 2019 roku, kiedy to BT Sport przejął prawa do treści WWE. W Indiach i Azji Południowej jeden nadawca (obecnie Sony Ten) zazwyczaj posiada prawa do wszystkich programów WWE, z PPV nadawanymi bez dodatkowych opłat.
Obecnie wydarzenia WWE dla Raw i SmackDown odbywają się zazwyczaj w soboty i trwają zwykle 3 godziny, z niektórymi wydarzeniami trwającymi dłużej lub krócej. Wydarzenia NXT odbywają się zazwyczaj w niedziele i trwają od 2 do 3 godzin. Przed 2022 rokiem wszystkie wydarzenia odbywały się zazwyczaj w niedzielę. Zmiana została przypisana prezesowi WWE Nickowi Khanowi, który uważał, że "duże wydarzenia sportowe są lepsze w sobotnie wieczory". WWE emituje również program przedpremierowy przed większością wydarzeń, który obejmuje wywiady, zapowiedzi meczów i panel ekspertów analizujących nadchodzący skład. Pierwotnie nazywano je po prostu Pre-Show, ale począwszy od Payback 2013, zostały one przemianowane na Kickoff (chociaż WrestleMania XXX w 2014 roku używała Pre-Show), zanim zostały ponownie przemianowane na Countdown to [wydarzenie] począwszy od NXT Stand & Deliver w 2024 roku. Pokazy wstępne również gościły niektóre walki, ale zostały one wycofane na początku 2022 roku, Chociaż niektóre pokazy wstępne nadal czasami mają walki. WWE emituje również konferencję prasową dla mediów po niektórych wydarzeniach, w tym wydarzeniach NXT. Wcześniej emitowali post-show dla niektórych wydarzeń, znany jako Fallout. Każdy Fallout zawierał wywiady i panel ekspertów analizujących wydarzenie. WWE również wcześniej organizowało edycje po pokazach Raw Talk dla wydarzeń pod marką Raw i Talking Smack dla wydarzeń pod marką SmackDown.

## Gale pay-per-view i superkart

### 1985–1989

#### 1985
| Data        | Nazwa                 | Hala                  | Miasto               | Finałowa walka                                                     |
| ----------- | --------------------- | --------------------- | -------------------- | ------------------------------------------------------------------ |
| 31 marca    | WrestleMania          | Madison Square Garden | Nowy Jork, Nowy Jork | Hulk Hogan i Mr. T vs. Roddy Piper i Paul Orndorff Tag team match  |
| 7 listopada | The Wrestling Classic | Rosemont Horizon      | Rosemont, Illinois   | Junkyard Dog vs. Randy Savage Finał turnieju The Wrestling Classic |

#### 1986
| Data       | Nazwa          | Hala                              | Miasto                  | Finałowa walka |
| ---------- | -------------- | --------------------------------- | ----------------------- | --- |
| 7 kwietnia | WrestleMania 2 | Nassau Veterans Memorial Coliseum | Uniondale, Nowy Jork    | Mr. T vs. Roddy Piper Boxing match |
| 7 kwietnia | WrestleMania 2 | Rosemont Horizon                  | Rosemont, Illinois      | The Dream Team (Greg Valentine i Brutus Beefcake) (c) vs. The British Bulldogs (Davey Boy Smith i Dynamite Kid) Tag team match o WWF Tag Team Championship |
| 7 kwietnia | WrestleMania 2 | Los Angeles Memorial Sports Arena | Los Angeles, Kalifornia | Hulk Hogan (c) vs. King Kong Bundy Steel Cage match o WWF World Heavyweight Championship                                                                   |

#### 1987
| Data         | Nazwa            | Hala                  | Miasto                   | Finałowa walka |
| ------------ | ---------------- | --------------------- | ------------------------ | --- |
| 29 marca     | WrestleMania III | Pontiac Silverdome    | Pontiac, Michigan        | Hulk Hogan vs. André the Giant Singles match o WWF World Heavyweight Championship |
| 26 listopada | Survivor Series  | Coliseum at Richfield | Richfield Township, Ohio | Hulk Hogan, Paul Orndorff, Don Muraco, Ken Patera i Bam Bam Bigelow vs. André the Giant, One Man Gang, King Kong Bundy, Rick Rude i Butch Reed 5-on-5 Survivor Series elimination match |

#### 1988
| Data         | Nazwa           | Hala                          | Miasto                    | Finałowa walka |
| ------------ | --------------- | ----------------------------- | ------------------------- | --- |
| 27 marca     | WrestleMania IV | Atlantic City Convention Hall | Atlantic City, New Jersey | Randy Savage vs. Ted DiBiase Singles match o zwakowany WWF World Heavyweight Championship                                                                              |
| 29 sierpnia  | SummerSlam      | Madison Square Garden         | Nowy Jork, Nowy Jork      | The Mega Powers (Randy Savage i Hulk Hogan) vs. The Mega Bucks (Ted DiBiase i André the Giant) Tag team match                                                          |
| 24 listopada | Survivor Series | Coliseum at Richfield         | Richfield Township, Ohio  | Randy Savage, Hulk Hogan, Hercules, Koko B. Ware i Hillbilly Jim vs. Big Boss Man, Akeem, Ted DiBiase, Haku i The Red Rooster 5-on-5 Survivor Series elimination match |

#### 1989
| Data                                | Nazwa           | Hala                           | Miasto                      | Finałowa walka |
| ----------------------------------- | --------------- | ------------------------------ | --------------------------- | --- |
| 15 stycznia                         | Royal Rumble    | The Summit                     | Houston, Teksas             | 30-osobowy Royal Rumble match |
| 2 kwietnia                          | WrestleMania V  | Atlantic City Convention Hall  | Atlantic City, New Jersey   | Randy Savage (c) vs. Hulk Hogan Singles match o WWF World Heavyweight Championship                                                                                  |
| 28 sierpnia                         | SummerSlam      | Meadowlands Arena              | East Rutherford, New Jersey | Hulk Hogan i Brutus Beefcake vs. Randy Savage i Zeus Tag team match                                                                                                 |
| 23 listopada                        | Survivor Series | Rosemont Horizon               | Rosemont, Illinois          | The Ultimate Warrior, Shawn Michaels, Marty Jannetty i Jim Neidhart vs. Bobby Heenan, André the Giant, Haku i Arn Anderson 4-on-4 Survivor Series elimination match |
| 27 grudnia (wyemitowano 27 grudnia) | No Holds Barred | Nashville Municipal Auditorium | Nashville, Tennessee        | Hulk Hogan i Brutus Beefcake vs. Randy Savage i Zeus Steel Cage match                                                                                               |

### 1990–1999

#### 1990
| Data        | Nazwa           | Hala                  | Miasto                    | Finałowa walka |
| ----------- | --------------- | --------------------- | ------------------------- | --- |
| 21 stycznia | Royal Rumble    | Orlando Arena         | Orlando, Floryda          | 30-osobowy Royal Rumble match |
| 1 kwietnia  | WrestleMania VI | SkyDome               | Toronto, Ontario, Kanada  | Hulk Hogan (WWF-c) vs. The Ultimate Warrior (Intercontinental-c) Winner Takes All Singles match o WWF Championship i WWF Intercontinental Championship                                  |
| 27 sierpnia | SummerSlam      | Spectrum              | Philadelphia, Pensylwania | The Ultimate Warrior (c) vs. Rick Rude Steel Cage match o WWF Championship |
| 2 listopada | Survivor Series | Hartford Civic Center | Hartford, Connecticut     | Hulk Hogan, The Ultimate Warrior i Tito Santana vs. Ted DiBiase, Rick Martel, The Warlord oraz Power and Glory (Hercules i Paul Roma) 3-on-5 Handicap Survivor Series elimination match |

#### 1991
| Data         | Nazwa                 | Hala                              | Miasto                  | Finałowa walka |
| ------------ | --------------------- | --------------------------------- | ----------------------- | --- |
| 19 stycznia  | Royal Rumble          | Miami Arena                       | Miami, Floryda          | 30-osobowy Royal Rumble match |
| 24 marca     | WrestleMania VII      | Los Angeles Memorial Sports Arena | Los Angeles, Kalifornia | Sgt. Slaughter (c) vs. Hulk Hogan Singles match o WWF Championship                                                                                              |
| 26 sierpnia  | SummerSlam            | Madison Square Garden             | Nowy Jork, Nowy Jork    | Hulk Hogan i The Ultimate Warrior vs. Sgt. Slaughter, General Adnan i Col. Mustafa 2-on-3 Handicap match                                                        |
| 27 listopada | Survivor Series       | Joe Louis Arena                   | Detroit, Michigan       | Big Boss Man i The Legion of Doom (Animal i Hawk) vs. Irwin R. Schyster i The Natural Disasters (Earthquake i Typhoon) 3-on-3 Survivor Series elimination match |
| 3 grudnia    | This Tuesday in Texas | Freeman Coliseum                  | San Antonio, Teksas     | The Undertaker (c) vs. Hulk Hogan Singles match o WWF Championship                                                                                              |

#### 1992
| Data                                  | Nazwa             | Hala                | Miasto                   | Finałowa walka                                                                          |
| ------------------------------------- | ----------------- | ------------------- | ------------------------ | --------------------------------------------------------------------------------------- |
| 19 stycznia                           | Royal Rumble      | Knickerbocker Arena | Albany, Nowy Jork        | 30-osobowy Royal Rumble match                                                           |
| 5 kwietnia                            | WrestleMania VIII | Hoosier Dome        | Indianapolis, Indiana    | Hulk Hogan vs. Sid Justice Singles match                                                |
| 29 sierpnia (wyemitowano 31 sierpnia) | SummerSlam        | Wembley Stadium     | Londyn, Anglia           | Bret Hart (c) vs. The British Bulldog Singles match o WWF Intercontinental Championship |
| 25 listopada                          | Survivor Series   | Richfield Coliseum  | Richfield Township, Ohio | Bret Hart (c) vs. Shawn Michaels Singles match o WWF Championship                       |

#### 1993
| Data         | Nazwa            | Hala                       | Miasto                 | Finałowa walka |
| ------------ | ---------------- | -------------------------- | ---------------------- | --- |
| 24 stycznia  | Royal Rumble     | ARCO Arena                 | Sacramento, Kalifornia | 30-osobowy Royal Rumble match |
| 4 kwietnia   | WrestleMania IX  | Caesars Palace             | Paradise, Nevada       | Yokozuna (c) vs. Hulk Hogan Singles match o WWF Championship                                                                                         |
| 13 czerwca   | King of the Ring | Nutter Center              | Dayton, Ohio           | Bret Hart vs. Bam Bam Bigelow Finał turnieju King of the Ring                                                                                        |
| 30 sierpnia  | SummerSlam       | The Palace of Auburn Hills | Auburn Hills, Michigan | Yokozuna vs. Lex Luger Singles match o WWF Championship                                                                                              |
| 24 listopada | Survivor Series  | Boston Garden              | Boston, Massachusetts  | Lex Luger, The Undertaker, Rick Steiner i Scott Steiner vs. Yokozuna, Ludvig Borga, Jacques Rougeau i Crush 4-on-4 Survivor Series elimination match |

#### 1994
| Data         | Nazwa            | Hala                    | Miasto                   | Finałowa walka                                          |
| ------------ | ---------------- | ----------------------- | ------------------------ | ------------------------------------------------------- |
| 22 stycznia  | Royal Rumble     | Providence Civic Center | Providence, Rhode Island | 30-osobowy Royal Rumble match                           |
| 20 marca     | WrestleMania X   | Madison Square Garden   | rk City, Nowy Jork       | Yokozuna vs. Bret Hart Singles match o WWF Championship |
| 19 czerwca   | King of the Ring | Baltimore Arena         | Baltimore, Maryland      | Roddy Piper vs. Jerry Lawler Singles match              |
| 29 sierpnia  | SummerSlam       | United Center           | Chicago, Illinois        | The Undertaker vs. „The Undertaker” Singles match       |
| 23 listopada | Survivor Series  | Freeman Coliseum        | San Antonio, Teksas      | The Undertaker vs. Yokozuna Casket match                |

#### 1995
| Data            | Nazwa            | Hala                           | Miasto                     | Finałowa walka |
| --------------- | ---------------- | ------------------------------ | -------------------------- | --- |
| 22 stycznia     | Royal Rumble     | USF Sun Dome                   | Tampa, Floryda             | 30-osobowy Royal Rumble match |
| 2 kwietnia      | WrestleMania XI  | Hartford Civic Center          | Hartford, Connecticut      | Bam Bam Bigelow vs. Lawrence Taylor Singles match |
| 14 maja         | In Your House 1  | Onondaga County War Memorial   | Syracuse, Nowy Jork        | Diesel vs. Sycho Sid Singles match o WWF Championship |
| 25 czerwca      | King of the Ring | CoreStates Spectrum            | Philadelphia, Pensylwania  | Diesel i Bam Bam Bigelow vs. Sycho Sid i Tatanka Tag team match |
| 23 lipca        | In Your House 2  | Nashville Municipal Auditorium | Nashville, Tennessee       | Diesel vs. Sycho Sid Singles match o WWF Championship |
| 27 sierpnia     | SummerSlam       | Civic Arena                    | Pittsburgh, Pensylwania    | Diesel vs. King Mabel Singles match o WWF Championship |
| 24 września     | In Your House 3  | Saginaw Civic Center           | Saginaw, Michigan          | Diesel (World-c) i Shawn Michaels (IC-c) vs. Yokozuna i The British Bulldog (Tag-c) Winners Take All Tag team match o WWF Championship, WWF Intercontinental Championship i WWF Tag Team Championship |
| 22 października | In Your House 4  | Winnipeg Arena                 | Winnipeg, Manitoba, Kanada | Diesel (c) vs. The British Bulldog Singles match o WWF Championship |
| 19 listopada    | Survivor Series  | USAir Arena                    | Landover, Maryland         | Diesel (c) vs. Bret Hart No Disqualification match o WWF Championship |
| 17 grudnia      | In Your House 5  | Hersheypark Arena              | Hershey, Pensylwania       | Bret Hart (c) vs. The British Bulldog Singles match o WWF Championship |

#### 1996
| Data            | Nazwa                                         | Hala                       | Miasto                                | Finałowa walka                                                                                          |
| --------------- | --------------------------------------------- | -------------------------- | ------------------------------------- | --- |
| 21 stycznia     | Royal Rumble                                  | Selland Arena              | Fresno, Kalifornia                    | Bret Hart (c) vs. The Undertaker Singles match o WWF Championship                                       |
| 18 lutego       | In Your House 6                               | Louisville Gardens         | Louisville, Kentucky                  | Bret Hart (c) vs. Diesel Steel Cage match o WWF Championship                                            |
| 31 marca        | WrestleMania XII                              | Arrowhead Pond             | Anaheim, Kalifornia                   | Bret Hart (c) vs. Shawn Michaels 60-minutowy Iron Man match o WWF Championship                          |
| 28 kwietnia     | In Your House 7: Good Friends, Better Enemies | Omaha Civic Auditorium     | Omaha, Nebraska                       | Shawn Michaels (c) vs. Diesel No Holds Barred match o WWF Championship                                  |
| 26 maja         | In Your House 8: Beware of Dog                | Florence Civic Center      | Florence, Karolina Południowa         | Shawn Michaels (c) vs. The British Bulldog Singles match o WWF Championship                             |
| 28 maja         | In Your House 8: Beware of Dog                | North Charleston Coliseum  | North Charleston, Karolina Południowa | Goldust (c) vs. The Undertaker Casket match o WWF Intercontinental Championship                         |
| 23 czerwca      | King of the Ring                              | MECCA Arena                | Milwaukee, Wisconsin                  | Shawn Michaels (c) vs. The British Bulldog Singles match o WWF Championship                             |
| 21 lipca        | In Your House 9: International Incident       | General Motors Place       | Vancouver, Kolumbia Brytyjska, Kanada | Shawn Michaels, Sycho Sid i Ahmed Johnson vs. Vader, British Bulldog i Owen Hart Six-man tag team match |
| 18 sierpnia     | SummerSlam                                    | Gund Arena                 | Cleveland, Ohio                       | Shawn Michaels (c) vs. Vader Singles match o WWF Championship                                           |
| 22 września     | In Your House 10: Mind Games                  | CoreStates Center          | Filadelfia, Pensylwania               | Shawn Michaels (c) vs. Mankind Singles match o WWF Championship                                         |
| 20 października | In Your House 11: Buried Alive                | Market Square Arena        | Indianapolis, Indiana                 | The Undertaker vs. Mankind Buried Alive match                                                           |
| 17 listopada    | Survivor Series                               | Madison Square Garden      | Nowy Jork, Nowy Jork                  | Shawn Michaels (c) vs. Sycho Sid Singles match o WWF Championship                                       |
| 15 grudnia      | In Your House 12: It’s Time                   | West Palm Beach Auditorium | West Palm Beach, Floryda              | Sycho Sid (c) vs. Bret Hart Singles match o WWF Championship                                            |

#### 1997
| Data           | Nazwa                                   | Hala                         | Miasto                      | Finałowa walka |
| -------------- | --------------------------------------- | ---------------------------- | --------------------------- | --- |
| 19 stycznia    | Royal Rumble                            | Alamodome                    | San Antonio, Teksas         | Sycho Sid (c) vs. Shawn Michaels Singles match o WWF Championship |
| 16 lutego      | In Your House 13: Final Four            | UTC Arena                    | Chattanooga, Tennessee      | Bret Hart vs. Stone Cold Steve Austin vs. Vader vs. The Undertaker Four corners elimination match o zwakowany WWF Championship                                                                               |
| 23 marca       | WrestleMania 13                         | Rosemont Horizon             | Rosemont, Illinois          | Sycho Sid (c) vs. The Undertaker No Disqualification match o WWF Championship |
| 20 kwietnia    | In Your House 14: Revenge of the 'Taker | Blue Cross Arena             | Rochester, Nowy Jork        | Bret Hart vs. Stone Cold Steve Austin Singles match |
| 11 maja        | In Your House 15: A Cold Day in Hell    | Richmond Coliseum            | Richmond, Wirginia          | The Undertaker (c) vs. Stone Cold Steve Austin Singles match o WWF Championship |
| 8 czerwca      | King of the Ring                        | Providence Civic Center      | Providence, Rhode Island    | The Undertaker (c) vs. Faarooq Singles match o WWF Championship |
| 6 lipca        | In Your House 16: Canadian Stampede     | Canadian Airlines Saddledome | Calgary, Alberta, Kanada    | The Hart Foundation (Bret Hart, Owen Hart, The British Bulldog, Jim Neidhart i Brian Pillman) vs. Stone Cold Steve Austin, Ken Shamrock, Goldust i The Legion of Doom (Hawk i Animal) Ten-man tag team match |
| 3 sierpnia     | SummerSlam                              | Continental Airlines Arena   | East Rutherford, New Jersey | The Undertaker (c) vs. Bret Hart Singles match o WWF Championship |
| 7 września     | Ground Zero: In Your House              | Louisville Gardens           | Louisville, Kentucky        | Shawn Michaels vs. The Undertaker Singles match |
| 20 września    | One Night Only                          | NEC Arena                    | Birmingham, Anglia          | The British Bulldog (c) vs. Shawn Michaels Singles match o WWF European Championship |
| 5 października | Badd Blood: In Your House               | Kiel Center                  | Saint Louis, Missouri       | The Undertaker vs. Shawn Michaels Hell in a Cell match |
| 9 listopada    | Survivor Series                         | Moison Centre                | Montreal, Quebec, Kanada    | Bret Hart (c) vs. Shawn Michaels Singles match o WWF Championship |
| 7 grudnia      | D-Generation X: In Your House           | Springfield Civic Center     | Springfield, Massachusetts  | Shawn Michaels (c) vs. Ken Shamrock Singles match o WWF Championship |

#### 1998
| Data            | Nazwa                              | Hala                   | Miasto                                | Finałowa walka |
| --------------- | ---------------------------------- | ---------------------- | ------------------------------------- | --- |
| 18 stycznia     | Royal Rumble                       | San Jose Arena         | San Jose, Kalifornia                  | Shawn Michaels (c) vs. The Undertaker Casket match o WWF Championship                                                                                       |
| 15 lutego       | No Way Out of Texas: In Your House | Compaq Center          | Houston, Teksas                       | Stone Cold Steve Austin, Owen Hart, Cactus Jack i Chainsaw Charlie vs. Triple H, Savio Vega, Billy Gunn i Road Dogg Non-Sanctioned eight-man tag team match |
| 29 marca        | WrestleMania XIV                   | FleetCenter            | Boston, Massachusetts                 | Shawn Michaels (c) vs. Stone Cold Steve Austin Singles match o WWF Championship                                                                             |
| 26 kwietnia     | Unforgiven: In Your House          | Greensboro Coliseum    | Greensboro, Karolina Północna         | Stone Cold Steve Austin (c) vs. Dude Love Singles match o WWF Championship                                                                                  |
| 31 maja         | Over the Edge: In Your House       | Wisconsin Center Arena | Milwaukee, Wisconsin                  | Stone Cold Steve Austin vs. Dude Love Falls Count Anywhere match o WWF Championship                                                                         |
| 28 czerwca      | King of the Ring                   | Pittsburgh Civic Arena | Pittsburgh, Pensylwania               | Stone Cold Steve Austin (c) vs. Kane First Blood match o WWF Championship                                                                                   |
| 26 lipca        | Fully Loaded: In Your House        | Selland Arena          | Fresno, Kalifornia                    | Kane i Mankind (c) vs. Stone Cold Steve Austin i The Undertaker Tag team match o WWF Tag Team Championship                                                  |
| 30 sierpnia     | SummerSlam                         | Madison Square Garden  | Nowy Jork, Nowy Jork                  | Stone Cold Steve Austin (c) vs. The Undertaker Singles match o WWF Championship                                                                             |
| 27 września     | Breakdown: In Your House           | Copps Coliseum         | Hamilton, Ontario, Kanada             | Stone Cold Steve Austin (c) vs. The Undertaker vs. Kane Triple threat match o WWF Championship                                                              |
| 18 października | Judgment Day: In Your House        | Rosemont Horizon       | Rosemont, Illinois                    | The Undertaker vs. Kane Singles match o zwakowany WWF Championship                                                                                          |
| 15 listopada    | Survivor Series                    | Kiel Center            | Saint Louis, Missouri                 | The Rock vs. Mankind Singles match o zwakowany WWF Championship                                                                                             |
| 6 grudnia       | Capital Carnage                    | London Arena           | Londyn, Anglia                        | Stone Cold Steve Austin vs. The Undertaker vs. Kane vs. Mankind Fatal 4-way match                                                                           |
| 13 grudnia      | Rock Bottom: In Your House         | General Motors Place   | Vancouver, Kolumbia Brytyjska, Kanada | Stone Cold Steve Austin vs. The Undertaker Buried Alive match                                                                                               |

#### 1999
| Data            | Nazwa                                       | Hala                          | Miasto                        | Finałowa walka |
| --------------- | ------------------------------------------- | ----------------------------- | ----------------------------- | --- |
| 24 stycznia     | Royal Rumble                                | Arrowhead Pond                | Anaheim, Kalifornia           | 30-osobowy Royal Rumble match                                                                                                   |
| 14 lutego       | St. Valentine’s Day Massacre: In Your House | Memphis Pyramid               | Memphis, Tennessee            | Stone Cold Steve Austin vs. Mr. McMahon Steel Cage match                                                                        |
| 28 marca        | WrestleMania XV                             | First Union Center            | Filadelfia, Pensylwania       | The Rock (c) vs. Stone Cold Steve Austin Singles match o WWF Championship                                                       |
| 25 kwietnia     | Backlash                                    | Providence Civic Center       | Providence, Rhode Island      | Stone Cold Steve Austin (c) vs. The Rock No Holds Barred match o WWF Championship                                               |
| 16 maja         | No Mercy (UK)                               | Manchester Evening News Arena | Manchester, Anglia            | Stone Cold Steve Austin (c) vs. The Undertaker vs. Triple H Anything Goes triple threat match o WWF Championship                |
| 23 maja         | Over the Edge                               | Kemper Arena                  | Kansas City, Missouri         | Stone Cold Steve Austin (c) vs. The Undertaker Singles match o WWF Championship                                                 |
| 27 czerwca      | King of the Ring                            | Greensboro Coliseum           | Greensboro, Karolina Północna | Stone Cold Steve Austin vs. Mr. McMahon i Shane McMahon 1-on-2 Handicap Ladder match                                            |
| 25 lipca        | Fully Loaded                                | Marine Midland Arena          | Buffalo, nowy Jork            | Stone Cold Steve Austin (c) vs. The Undertaker First Blood match o WWF Championship                                             |
| 22 sierpnia     | SummerSlam                                  | Target Center                 | Minneapolis, Minnesota        | Stone Cold Steve Austin (c) vs. Triple H vs. Mankind Triple threat match o WWF Championship                                     |
| 26 września     | Unforgiven                                  | Charlotte Coliseum            | Charlotte, Karolina Północna  | Triple H vs. The Rock vs. Mankind vs. The British Bulldog vs. Kane vs. Big Show Six-Pack Challenge o zwakowany WWF Championship |
| 2 października  | Rebellion                                   | National Indoor Arena         | Birmingham, Anglia            | Triple H (c) vs. The Rock Steel Cage match o WWF Championship                                                                   |
| 17 października | No Mercy                                    | Gund Arena                    | Cleveland, Ohio               | Triple H (c) vs. Stone Cold Steve Austin No Holds Barred match o WWF Championship                                               |
| 14 listopada    | Survivor Series                             | Joe Louis Arena               | Detroit, Michigan             | Triple H (c) vs. The Rock vs. Big Show Triple threat match o WWF Championship                                                   |
| 12 grudnia      | Armageddon                                  | National Car Rental Center    | Sunrise, Floryda              | Triple H vs. Mr. McMahon No Holds Barred match                                                                                  |

### 2000–2009

#### 2000
| Data            | Nazwa             | Hala                                   | Miasto                     | Finałowa walka |
| --------------- | ----------------- | -------------------------------------- | -------------------------- | --- |
| 23 stycznia     | Royal Rumble      | Madison Square Garden                  | Nowy Jork, Nowy Jork       | 30-osobowy Royal Rumble match |
| 27 lutego       | No Way Out        | Hartford Civic Center                  | Hartford, Connecticut      | Triple H (c) vs. Cactus Jack Hell in a Cell match o WWF Championship                                                                                   |
| 2 kwietnia      | WrestleMania 2000 | Arrowhead Pond                         | Anaheim, Kalifornia        | Triple H (c) vs. The Rock vs. Big Show vs. Mick Foley Fatal 4-way elimination match o WWF Championship                                                 |
| 30 kwietnia     | Backlash          | MCI Center                             | Waszyngton, D.C.           | Triple H (c) vs. The Rock Singles match o WWF Championship                                                                                             |
| 6 maja          | Insurrextion      | Earls Court                            | Londyn, Anglia             | The Rock (c) vs. Triple H vs. Shane McMahon Triple threat match o WWF Championship                                                                     |
| 21 maja         | Judgment Day      | Freedom Hall                           | Louisville, Kentucky       | The Rock (c) vs. Triple H 60-minutowy Iron Man match o WWF Championship                                                                                |
| 25 czerwca      | King of the Ring  | FleetCenter                            | Boston, Massachusetts      | The McMahon-Helmsley Faction (Triple H (c), Mr. McMahon i Shane McMahon) vs. The Rock, The Undertaker i Kane Six-man tag team match o WWF Championship |
| 23 lipca        | Fully Loaded      | Reunion Arena                          | Dallas, Teksas             | The Rock (c) vs. Chris Benoit Singles match o WWF Championship                                                                                         |
| 27 sierpnia     | SummerSlam        | Raleigh Entertainment and Sports Arena | Raleigh, Karolina Północna | The Rock (c) vs. Triple H vs. Kurt Angle Triple threat match o WWF Championship                                                                        |
| 24 września     | Unforgiven        | First Union Center                     | Filadelfia, Pensylwania    | The Rock vs. The Undertaker vs. Chris Benoit vs. Kane Fatal 4-way match o WWF Championship                                                             |
| 22 października | No Mercy          | Pepsi Arena                            | Albany, Nowy Jork          | The Rock (c) vs. Kurt Angle No Disqualification match o WWF Championship                                                                               |
| 19 listopada    | Survivor Series   | Ice Palace                             | Tampa, Floryda             | Stone Cold Steve Austin vs. Triple H No Disqualification match                                                                                         |
| 2 grudnia       | Rebellion         | Sheffield Arena                        | Sheffield, Anglia          | Kurt Angle (c) vs. The Rock vs. Stone Cold Steve Austin vs. Rikishi Fatal 4-way match o WWF Championship                                               |
| 10 grudnia      | Armageddon        | Birmingham–Jefferson Civic Center      | Birmingham, Alabama        | Kurt Angle (c) vs. Stone Cold Steve Austin vs. The Rock vs. The Undertaker vs. Triple H vs. Rikishi Six-man Hell in a Cell match o WWF Championship    |

#### 2001
| Data            | Nazwa                | Hala                       | Miasto                        | Finałowa walka |
| --------------- | -------------------- | -------------------------- | ----------------------------- | --- |
| 21 stycznia     | Royal Rumble         | New Orleans Arena          | Nowy Orlean, Luizjana         | 30-osobowy Royal Rumble match |
| 25 lutego       | No Way Out           | Thomas & Mack Center       | Las Vegas, Nevada             | Kurt Angle (c) vs. The Rock Singles match o WWF Championship |
| 1 kwietnia      | WrestleMania X-Seven | Reliant Astrodome          | Houston, Teksas               | The Rock (c) vs. Stone Cold Steve Austin No Disqualification match o WWF Championship |
| 29 kwietnia     | Backlash             | Allstate Arena             | Rosemont, Illinois            | Two Man Power Trip (Stone Cold Steve Austin (WWF-c) i Triple H (IC-c)) vs. The Brothers of Destruction (The Undertaker i Kane) (Tag-c) Winners Take All Tag team match o WWF Championship, WWF Intercontinental Championship i WWF Tag Team Championship |
| 5 maja          | Insurrextion         | Earls Court                | Londyn, Anglia                | Two Man Power Trip (Stone Cold Steve Austin (c) i Triple H) vs. The Undertaker 2-on-1 Handicap match o WWF Championship |
| 20 maja         | Judgment Day         | ARCO Arena                 | Sacramento, Kalifornia        | Stone Cold Steve Austin (c) vs. The Undertaker No Holds Barred match o WWF Championship |
| 24 czerwca      | King of the Ring     | Continental Airlines Arena | East Rutherford, New Jersey   | Stone Cold Steve Austin (c) vs. Chris Jericho vs. Chris Benoit Triple threat match o WWF Championship |
| 22 lipca        | Invasion             | Gund Arena                 | Cleveland, Ohio               | The Alliance (Booker T, Diamond Dallas Page, Rhyno i The Dudley Boyz) vs. Team WWF (Steve Austin, Kurt Angle, The Undertaker, Kane i Chris Jericho) Ten-man tag team match                                                                               |
| 19 sierpnia     | SummerSlam           | Compaq Center              | San Jose, Kalifornia          | Booker T (c) vs. The Rock Singles match o WCW Championship |
| 23 września     | Unforgiven           | Mellon Arena               | Pittsburgh, Pensylwania       | Stone Cold Steve Austin (c) vs. Kurt Angle Singles match o WWF Championship |
| 21 października | No Mercy             | Savvis Center              | Saint Louis, Missouri         | Stone Cold Steve Austin (c) vs. Kurt Angle vs. Rob Van Dam Triple threat match o WWF Championship |
| 3 listopada     | Rebellion            | Manchester Arena           | Manchester, Anglia            | Stone Cold Steve Austin (c) vs. The Rock Singles match o WWF Championship |
| 18 listopada    | Survivor Series      | Greensboro Coliseum        | Greensboro, Karolina Północna | Team WWF (The Rock, Chris Jericho, The Undertaker, Kane i Big Show) vs. The Alliance (Stone Cold Steve Austin, Rob Van Dam, Kurt Angle, Booker T i Shane McMahon) 5-on-5 Survivor Series elimination match                                               |
| 9 grudnia       | Vengeance            | San Diego Sports Arena     | San Diego, Kalifornia         | Chris Jericho (c) vs. Stone Cold Steve Austin (c) Singles match unifikujący WWF Championship i World Championship w Undisputed WWF Championship |

#### 2002
|  | Gala brandu Raw |  | Gala brandu SmackDown |

| Data            | Nazwa            | Hala                              | Miasto                      | Finałowa walka |
| --------------- | ---------------- | --------------------------------- | --------------------------- | --- |
| 20 stycznia     | Royal Rumble     | Philips Arena                     | Atlanta, Georgia            | 30-osobowy Royal Rumble match |
| 17 lutego       | No Way Out       | Bradley Center                    | Milwaukee, Wisconsin        | Chris Jericho (c) vs. Stone Cold Steve Austin Singles match o Undisputed WWF Championship                                                          |
| 17 marca        | WrestleMania X8  | SkyDome                           | Toronto, Ontario, Kanada    | Chris Jericho (c) vs. Triple H Singles match o Undisputed WWF Championship                                                                         |
| 21 kwietnia     | Backlash         | Kemper Arena                      | Kansas City, Missouri       | Triple H (c) vs. Hollywood Hulk Hogan Singles match o Undisputed WWF Championship                                                                  |
| 4 maja          | Insurrextion     | Wembley Arena                     | Londyn, Anglia              | Triple H vs. The Undertaker Singles match |
| 19 maja         | Judgment Day     | Gaylord Entertainment Center      | Nashville, Tennessee        | Hollywood Hulk Hogan (c) vs. The Undertaker Singles match o WWE Undisputed Championship                                                            |
| 23 czerwca      | King of the Ring | Nationwide Arena                  | Columbus, Ohio              | The Undertaker (c) vs. Triple H Singles match o WWE Undisputed Championship                                                                        |
| 21 lipca        | Vengeance        | Joe Louis Arena                   | Detroit, Michigan           | The Undertaker (c) vs. The Rock vs. Kurt Angle Triple threat match o WWE Undisputed Championship                                                   |
| 25 sierpnia     | SummerSlam       | Nassau Veterans Memorial Coliseum | Uniondale, Nowy Jork        | The Rock (c) vs. Brock Lesnar Singles match o WWE Undisputed Championship                                                                          |
| 22 września     | Unforgiven       | Staples Center                    | Los Angeles, Kalifornia     | Brock Lesnar (c) vs. The Undertaker Singles match o WWE Undisputed Championship                                                                    |
| 20 października | No Mercy         | Alltel Arena                      | North Little Rock, Arkansas | Brock Lesnar (c) vs. The Undertaker Hell in a Cell match o WWE Undisputed Championship                                                             |
| 26 października | Rebellion        | Manchester Arena                  | Manchester, Anglia          | Brock Lesnar (c) i Paul Heyman vs. Edge 2-on-1 Handicap match o WWE Championship                                                                   |
| 17 listopada    | Survivor Series  | Madison Square Garden             | rk City, Nowy Jork          | Triple H (c) vs. Shawn Michaels vs. Rob Van Dam vs. Kane vs. Chris Jericho vs. Booker T Elimination Chamber match o World Heavyweight Championship |
| 15 grudnia      | Armageddon       | Office Depot Center               | Sunrise, Floryda            | Shawn Michaels (c) vs. Triple H Three Stages of Hell match o World Heavyweight Championship                                                        |

#### 2003
|  | Gala brandu Raw |  | Gala brandu SmackDown |

| Data            | Nazwa            | Hala                     | Miasto                       | Finałowa walka |
| --------------- | ---------------- | ------------------------ | ---------------------------- | --- |
| 19 stycznia     | Royal Rumble     | Fleet Center             | Boston, Massachusets         | 30-osobowy Royal Rumble match |
| 23 lutego       | No Way Out       | Bell Centre              | Montreal, Quebec, Kanada     | The Rock vs. Hulk Hogan Singles match |
| 30 marca        | WrestleMania XIX | Safeco Field             | Seattle, Waszyngton          | Kurt Angle (c) vs. Brock Lesnar Singles match o WWE Championship                                                                                         |
| 27 kwietnia     | Backlash         | Worcester Centrum        | Worcester, Massachusets      | The Rock vs. Goldberg Singles match |
| 18 maja         | Judgment Day     | Charlotte Coliseum       | Charlotte, Karolina Północna | Brock Lesnar (c) vs. Big Show Stretcher match o WWE Championship                                                                                         |
| 7 czerwca       | Insurrextion     | Telewest Arena           | Newcastle, Anglia            | Triple H (c) vs. Kevin Nash Street Fight o World Heavyweight Championship                                                                                |
| 15 czerwca      | Bad Blood        | Compaq Center            | Houston, Teksas              | Triple H (c) vs. Kevin Nash Hell in a Cell match o World Heavyweight Championship                                                                        |
| 27 lipca        | Vengeance        | Pepsi Center             | Denver, Kolorado             | Brock Lesnar (c) vs. Kurt Angle vs. Big Show Triple threat match o WWE Championship                                                                      |
| 24 sierpnia     | SummerSlam       | America West Arena       | Phoenix, Teksas              | Triple H (c) vs. Goldberg vs. Kevin Nash vs. Chris Jericho vs. Randy Orton vs. Shawn Michaels Elimination Chamber match o World Heavyweight Championship |
| 21 września     | Unforgiven       | Giant Center             | Hershey, Pensylwania         | Triple H (c) vs. Goldberg Singles match o World Heavyweight Championship                                                                                 |
| 19 października | No Mercy         | 1st Mariner Arena        | Baltimore, Maryland          | Brock Lesnar (c) vs. The Undertaker Biker Chain match o WWE Championship                                                                                 |
| 16 listopada    | Survivor Series  | American Airlines Center | Dallas, Teksas               | Goldberg (c) vs. Triple H Singles match o World Heavyweight Championship                                                                                 |
| 14 grudnia      | Armageddon       | TD Waterhouse Center     | Orlando, Floryda             | Goldberg (c) vs. Triple H vs. Kane Triple threat match o World Heavyweight Championship                                                                  |

#### 2004
|  | Gala brandu Raw |  | Gala brandu SmackDown |

| Data            | Nazwa                   | Hala                       | Miasto                      | Finałowa walka |
| --------------- | ----------------------- | -------------------------- | --------------------------- | --- |
| 25 stycznia     | Royal Rumble            | Wachovia Center            | Filadelfia, Pensylwania     | 30-osobowy Royal Rumble match |
| 15 lutego,      | No Way Out              | Cow Palace                 | Daly City, Kalifornia       | Brock Lesnar (c) vs. Eddie Guerrero Singles match o WWE Championship                                                                 |
| 14 marca        | WrestleMania XX         | Madison Square Garden      | Nowy Jork, Nowy Jork        | Triple H (c) vs. Chris Benoit vs. Shawn Michaels Triple threat match o World Heavyweight Championship                                |
| 18 kwietnia     | Backlash                | Rexall Place               | Edmonton, Alberta, Kanada   | Chris Benoit (c) vs. Triple H vs. Shawn Michaels Triple threat match o World Heavyweight Championship                                |
| 16 maja         | Judgment Day            | Staples Center             | Los Angeles, Kalifornia     | Eddie Guerrero (c) vs. John „Bradshaw” Layfield Singles match o WWE Championship                                                     |
| 13 czerwca      | Bad Blood               | Nationwide Arena           | Columbus, Ohio              | Triple H vs. Shawn Michaels Hell in a Cell match                                                                                     |
| 27 czerwca      | The Great American Bash | Norfolk Scope              | Norfolk, Wirginia           | The Undertaker vs. The Dudley Boyz (Bubba Ray Dudley i D-Von Dudley) 2-on-1 Handicap Concrete Crypt match                            |
| 11 lipca        | Vengeance               | Hartford Civic Center      | Hartford, Conneccticut      | Chris Benoit (c) vs. Triple H Singles match o World Heavyweight Championship                                                         |
| 15 sierpnia     | SummerSlam              | Air Canada Centre          | Toronto, Ontario, Kanada    | Chris Benoit (c) vs. Randy Orton Singles match o World Heavyweight Championship                                                      |
| 12 września     | Unforgiven              | Rose Garden                | Portland, Oregon            | Randy Orton (c) vs. Triple H Singles match o World Heavyweight Championship                                                          |
| 3 października  | No Mercy                | Continental Airlines Arena | East Rutherford, New Jersey | John „Bradshaw” Layfield (c) vs. The Undertaker Last Ride match o WWE Championship                                                   |
| 19 października | Taboo Tuesday           | Bradley Center             | Milwaukee, Wisconsin        | Randy Orton vs. Ric Flair Steel Cage match                                                                                           |
| 14 listopada    | Survivor Series         | Gund Arena                 | Cleveland, Ohio             | Triple H, Batista, Edge i Gene Snitsky vs. Randy Orton, Chris Benoit, Chris Jericho i Maven 4-on-4 Survivor Series elimination match |
| 12 grudnia      | Armageddon              | Gwinnett Aren              | Duluth, Georgia             | John „Bradshaw” Layfield (c) vs. The Undertaker vs. Eddie Guerrero vs. Booker T Fatal 4-way match o WWE Championship                 |

#### 2005
|  | Gala brandu Raw |  | Gala brandu SmackDown |  | Gala brandu ECW |

| Data           | Nazwa                   | Hala                   | Miasto                    | Finałowa walka |
| -------------- | ----------------------- | ---------------------- | ------------------------- | --- |
| 9 stycznia     | New Year’s Revolution   | Coliseo de Puerto Rico | San Juan, Portoryko       | Triple H vs. Chris Benoit vs. Chris Jericho vs. Batista vs. Randy Orton vs. Edge Elimination Chamber match o zwakowany World Heavyweight Championship                             |
| 30 stycznia    | Royal Rumble            | Save Mart Center       | Fresno, Kalifornia        | 30-osobowy Royal Rumble match |
| 20 lutego      | No Way Out              | Mellon Arena           | Pittsburgh, Pensylwania   | John „Bradshaw” Layfield (c) vs. Big Show Barbed Wire Steel Cage match o WWE Championship                                                                                         |
| 3 kwietnia     | WrestleMania 21         | Staples Center         | Los Angeles, Kalifornia   | Triple H (c) vs. Batista Singles match o World Heavyweight Championship |
| 1 maja         | Backlash                | Verizon Wireless Arena | Manchester, New Hampshire | Batista (c) vs. Triple H Singles match o World Heavyweight Championship |
| 22 maja        | Judgment Day            | Target Center          | Minneapolis, Minnesota    | John Cena (c) vs. John „Bradshaw” Layfield „I Quit” match o WWE Championship |
| 12 czerwca     | One Night Stand         | Hammerstein Ballroom   | Nowy Jork, Nowy Jork      | The Dudley Boyz (Bubba Ray Dudley i D-Von Dudley) vs. Tommy Dreamer i The Sandman Tag team match                                                                                  |
| 26 czerwca     | Vengeance               | Thomas & Mack Center   | Paradise, Nevada          | Batista (c) vs. Triple H Hell in a Cell match o World Heavyweight Championship |
| 24 lipca       | The Great American Bash | HSBC Arena             | Buffalo, Nowy Jork        | Batista (c) vs. John „Bradshaw” Layfield Singles match o World Heavyweight Championship                                                                                           |
| 21 sierpnia    | SummerSlam              | MCI Center             | Waszyngton, D.C.          | Hulk Hogan vs. Shawn Michaels Singles match |
| 18 września    | Unforgiven              | Ford Center            | Oklahoma City, Oklahoma   | John Cena (c) vs. Kurt Angle Singles match o WWE Championship |
| 9 października | No Mercy                | Toyota Center          | Houston, Teksas           | Batista (c) vs. Eddie Guerrero Singles match o World Heavyweight Championship |
| 1 listopada    | Taboo Tuesday           | iPayOne Center         | San Diego, Kalifornia     | John Cena (c) vs. Kurt Angle vs. Shawn Michaels Triple threat match o WWE Championship                                                                                            |
| 27 listopada   | Survivor Series         | Joe Louis Arena        | Detroit, Michigan         | Batista, Randy Orton, Rey Mysterio, John „Bradshaw” Layfield i Bobby Lashley vs. Shawn Michaels, Kane, Big Show, Carlito i Chris Masters 5-on-5 Survivor Series elimination match |
| 18 grudnia     | Armageddon              | Dunkin’ Donuts Center  | Providence, Rhode Island  | The Undertaker vs. Randy Orton Hell in a Cell match |

#### 2006
|  | Gala brandu Raw |  | Gala brandu SmackDown |  | Gala brandu ECW |

| Data           | Nazwa                   | Hala                    | Miasto                       | Finałowa walka |
| -------------- | ----------------------- | ----------------------- | ---------------------------- | --- |
| 8 stycznia     | New Year’s Revolution   | Pepsi Arena             | Albany, Nowy Jork            | John Cena (c) vs. Edge Singles match o WWE Championship                                                                                           |
| 29 stycznia    | Royal Rumble            | American Airlines Arena | Miami, Floryda               | Kurt Angle (c) vs. Mark Henry Singles match o World Heavyweight Championship                                                                      |
| 19 lutego      | No Way Out              | 1st Mariner Arena       | Baltimore, Maryland          | Kurt Angle (c) vs. The Undertaker Singles match o World Heavyweight Championship                                                                  |
| 2 kwietnia     | WrestleMania 22         | Allstate Arena          | Rosemont, Illinois           | John Cena (c) vs. Triple H Singles match o WWE Championship                                                                                       |
| 30 kwietnia    | Backlash                | Rupp Arena              | Lexington, Kentucky          | John Cena (c) vs. Triple H vs. Edge Triple threat match o WWE Championship                                                                        |
| 21 maja        | Judgment Day            | US Airways Center       | Phoenix, Arizona             | Rey Mysterio (c) vs. John „Bradshaw” Layfield Singles match o World Heavyweight Championship                                                      |
| 11 czerwca     | One Night Stand         | Hammerstein Ballroom    | Nowy Jork, Nowy Jork         | John Cena (c) vs. Rob Van Dam Extreme Rules match o WWE Championship                                                                              |
| 25 czerwca     | Vengeance               | Charlotte Bobcats Arena | Charlotte, Karolina Północna | D-Generation X (Triple H i Shawn Michaels) vs. The Spirit Squad (Kenny, Johnny, Mitch, Nicky, i Mikey) 2-on-5 Handicap match                      |
| 23 lipca       | The Great American Bash | Conseco Fieldhouse      | Indianapolis, Indiana        | Rey Mysterio (c) vs. King Booker Singles match o World Heavyweight Championship                                                                   |
| 20 sierpnia    | SummerSlam              | TD Banknorth Garden     | Boston, Massachusetts        | Edge (c) vs. John Cena Singles match o WWE Championship                                                                                           |
| 17 września    | Unforgiven              | Air Canada Centre       | Toronto, Ontario, Kanada     | Edge (c) vs. John Cena Tables, Ladders and Chairs match o WWE Championship                                                                        |
| 8 października | No Mercy                | RBC Center              | Raleigh, Karolina Północna   | King Booker (c) vs. Bobby Lashley vs. Batista vs. Finlay Fatal 4-way match o World Heavyweight Championship                                       |
| 5 listopada    | Cyber Sunday            | U.S. Bank Arena         | Cincinnati, Ohio             | King Booker (c) vs. John Cena vs. Big Show Triple threat match o World Heavyweight Championship                                                   |
| 26 listopada   | Survivor Series         | Wachovia Center         | Philadelphia, Pensylwania    | King Booker (c) vs. Batista Singles match o World Heavyweight Championship                                                                        |
| 3 grudnia      | December to Dismember   | James Brown Arena       | Augusta, Georgia             | Big Show (c) vs. Bobby Lashley vs. Rob Van Dam vs. CM Punk vs. Hardcore Holly vs. Test Extreme Elimination Chamber match o ECW World Championship |
| 17 grudnia     | Armageddon              | Richmond Coliseum       | Richmond, Wirginia           | John Cena i Batista vs. King Booker i Finlay Tag team match                                                                                       |

#### 2007
|  | Gala brandu Raw |  | Gala brandu SmackDown |

| Data            | Nazwa                         | Hala                                 | Miasto                      | Finałowa walka |
| --------------- | ----------------------------- | ------------------------------------ | --------------------------- | --- |
| 7 stycznia      | New Year’s Revolution         | Kemper Arena                         | Kansas City, Missouri       | John Cena (c) vs. Umaga Singles match o WWE Championship                                                           |
| 28 stycznia     | Royal Rumble                  | AT&T Center                          | San Antonio, Teksas         | 30-osobowy Royal Rumble match                                                                                      |
| 18 lutego       | No Way Out                    | Staples Center                       | Los Angeles, Kalifornia     | John Cena i Shawn Michaels vs. Batista i The Undertaker Tag team match                                             |
| 1 kwietnia      | WrestleMania 23               | Ford Field                           | Detroit, Michigan           | John Cena (c) vs. Shawn Michaels Singles match o WWE Championship                                                  |
| 29 kwietnia     | Backlash                      | Philips Arena                        | Atlanta, Georgia            | John Cena (c) vs. Edge vs. Randy Orton vs. Shawn Michaels Fatal 4-way match o WWE Championship                     |
| 20 maja         | Judgment Day                  | Scottrade Center                     | Saint Louis, Missouri       | John Cena (c) vs. The Great Khali Singles match o WWE Championship                                                 |
| 3 czerwca       | One Night Stand               | Jacksonville Veterans Memorial Arena | Jacksonville, Floryda       | John Cena (c) vs. The Great Khali Falls Count Anywhere match o WWE Championship                                    |
| 24 czerwca      | Vengeance: Night of Champions | Toyota Center                        | Houston, Teksas             | John Cena (c) vs. Bobby Lashley vs. Randy Orton vs. Booker T vs. Mick Foley Five-Pack Challenge o WWE Championship |
| 22 lipca        | The Great American Bash       | HP Pavilion                          | San Jose, Kalifornia        | John Cena (c) vs. Bobby Lashley Singles match o WWE Championship                                                   |
| 26 sierpnia     | SummerSlam                    | Continental Airlines Arena           | East Rutherford, New Jersey | John Cena (c) vs. Randy Orton Singles match o WWE Championship                                                     |
| 16 września     | Unforgiven                    | FedExForum                           | Memphis, Tennessee          | The Undertaker vs. Mark Henry Singles match                                                                        |
| 7 października  | No Mercy                      | Allstate Arena                       | Rosemont, Illinois          | Triple H (c) vs. Randy Orton Last Man Standing match o WWE Championship                                            |
| 28 października | Cyber Sunday                  | Verizon Center                       | Waszyngton, D.C.            | Batista (c) v vs. The Undertaker Singles match o World Heavyweight Championship                                    |
| 18 listopada    | Survivor Series               | American Airlines Arena              | Miami, Floryda              | Batista (c) vs. The Undertaker Singles match o World Heavyweight Championship                                      |
| 16 grudnia      | Armageddon                    | Mellon Arena                         | Pittsburgh, Pensylwania     | Batista (c) vs. The Undertaker vs. Edge Triple threat match o World Heavyweight Championship                       |

#### 2008
| Data            | Nazwa                   | Hala                              | Miasto                | Finałowa walka |
| --------------- | ----------------------- | --------------------------------- | --------------------- | --- |
| 27 stycznia     | Royal Rumble            | Madison Square Garden             | rk City, Nowy Jork    | 30-osobowy Royal Rumble match |
| 17 lutego       | No Way Out              | Thomas & Mack Center              | Paradise, Nevada      | Triple H vs. Shawn Michaels vs. Jeff Hardy vs. Chris Jericho vs. Umaga vs. John „Bradshaw” Layfield Elimination Chamber match                           |
| 30 marca        | WrestleMania XXIV       | Florida Citrus Bowl Stadium       | Orlando, Floryda      | Edge (c) vs. The Undertaker Singles match o World Heavyweight Championship                                                                              |
| 27 kwietnia     | Backlash                | 1st Mariner Arena                 | Baltimore, Maryland   | Randy Orton (c) vs. Triple H vs. John Cena vs. John „Bradshaw” Layfield Fatal 4-way elimination match o WWE Championship                                |
| 18 maja         | Judgment Day            | Qwest Center Omaha                | Omaha, Nebraska       | Triple H (c) vs. Randy Orton Steel Cage match o WWE Championship                                                                                        |
| 1 czerwca       | One Night Stand         | San Diego Sports Arena            | San Diego, Kalifornia | The Undertaker vs. Edge Tables, Ladders and Chairs match o zwakowany World Heavyweight Championship                                                     |
| 29 czerwca      | Night of Champions      | American Airlines Center          | Dallas, Teksas        | Triple H (c) vs. John Cena Singles match o WWE Championship                                                                                             |
| 20 lipca        | The Great American Bash | Nassau Veterans Memorial Coliseum | Uniondale, Nowy Jork  | Triple H (c) vs. Edge Singles match o WWE Championship                                                                                                  |
| 17 sierpnia     | SummerSlam              | Conseco Fieldhouse                | Indianapolis, Indiana | The Undertaker vs. Edge Hell in a Cell match |
| 7 września      | Unforgiven              | Quicken Loans Arena               | Cleveland, Ohio       | Batista vs. John „Bradshaw” Layfield vs. Chris Jericho vs. Rey Mysterio vs. Kane Championship Scramble match o zwakowany World Heavyweight Championship |
| 5 października  | No Mercy                | Rose Garden                       | Portland, Oregon      | Chris Jericho (c) vs. Shawn Michaels Ladder match o World Heavyweight Championship                                                                      |
| 26 października | Cyber Sunday            | US Airways Center                 | Phoenix, Arizona      | Chris Jericho (c) vs. Batista Singles match o World Heavyweight Championship                                                                            |
| 23 listopada    | Survivor Series         | TD Banknorth Garden               | Boston, Massachusetts | Chris Jericho (c) vs. John Cena Singles match o World Heavyweight Championship                                                                          |
| 14 grudnia      | Armageddon              | HSBC Arena                        | Buffalo, Nowy Jork    | Edge (c) vs. Triple H vs. Jeff Hardy Triple threat match o World Heavyweight Championship                                                               |

#### 2009
| Data            | Nazwa                         | Hala                  | Miasto                   | Finałowa walka |
| --------------- | ----------------------------- | --------------------- | ------------------------ | --- |
| 25 stycznia     | Royal Rumble                  | Joe Louis Arena       | Detroit, Michigan        | 30-osobowy Royal Rumble match |
| 15 lutego       | No Way Out                    | KeyArena              | Seattle, Waszyngton      | John Cena (c) vs. Edge vs. Rey Mysterio vs. Chris Jericho vs. Kane vs. Mike Knox Elimination Chamber match o World Heavyweight Championship                  |
| 5 kwietnia      | WrestleMania XXV              | Reliant Stadium       | Houston, Teksas          | Triple H (c) vs. Randy Orton Singles match o WWE Championship                                                                                                |
| 26 kwietnia     | Backlash                      | Dunkin’ Donuts Center | Providence, Rhode Island | John Cena (c) vs. Edge Last Man Standing match o World Heavyweight Championship                                                                              |
| 17 maja         | Judgment Day                  | Allstate Arena        | Rosemont, Illinois       | Edge (c) vs. Jeff Hardy Singles match o World Heavyweight Championship                                                                                       |
| 7 czerwca       | Extreme Rules                 | New Orleans Arena     | Nowy Orlean, Luizjana    | Jeff Hardy (c) vs. CM Punk Singles match o World Heavyweight Championship                                                                                    |
| 28 czerwca      | The Bash                      | ARCO Arena            | Sacramento, Kalifornia   | Randy Orton (c) vs. Triple H Three Stages of Hell match o WWE Championship                                                                                   |
| 26 lipca        | Night of Champions            | Wachovia Center       | Filadelfia, Pensylwania  | CM Punk (c) vs. Jeff Hardy Singles match o World Heavyweight Championship                                                                                    |
| 23 sierpnia     | SummerSlam                    | Staples Center        | Los Angeles, Kalifornia  | Jeff Hardy (c) vs. CM Punk Tables, Ladders and Chairs match o World Heavyweight Championship                                                                 |
| 13 września     | Breaking Point                | Bell Centre           | Montreal, Quebec, Kanada | CM Punk (c) vs. The Undertaker Submission match o World Heavyweight Championship                                                                             |
| 4 października  | Hell in a Cell                | Prudential Center     | Newark, New Jersey       | D-Generation X (Triple H i Shawn Michaels) vs. The Legacy (Cody Rhodes i Ted DiBiase) Hell in a Cell match                                                   |
| 25 października | Bragging Rights               | Mellon Arena          | Pittsburgh, Pensylwania  | Randy Orton (c) vs. John Cena Anything Goes 60-minutowy Iron Man match o WWE Championship                                                                    |
| 22 listopada    | Survivor Series               | Verizon Center        | Waszyngton, D.C.         | John Cena (c) vs. Triple H vs. Shawn Michaels Triple threat match o WWE Championship                                                                         |
| 13 grudnia      | TLC: Tables, Ladders & Chairs | AT&T Center           | San Antonio, Teksas      | Jeri-Show (Chris Jericho i Big Show) (c) vs. D-Generation X (Triple H i Shawn Michaels) Tables, Ladders and Chairs match o Unified WWE Tag Team Championship |

### 2010–2019

#### 2010
| Data            | Nazwa                         | Hala                              | Miasto                  | Finałowa walka |
| --------------- | ----------------------------- | --------------------------------- | ----------------------- | --- |
| 31 stycznia     | Royal Rumble                  | Philips Arena                     | Atlanta, Georgia        | 30-osobowy Royal Rumble match |
| 21 lutego       | Elimination Chamber           | Scottrade Center                  | Saint Louis, Missouri   | The Undertaker (c) vs. Chris Jericho vs. John Morrison vs. R-Truth vs. CM Punk vs. Rey Mysterio Elimination Chamber match o World Heavyweight Championship                                                                                            |
| 28 marca        | WrestleMania XXVI             | University of Phoenix Stadium     | Glendale, Arizona       | The Undertaker vs. Shawn Michaels No Disqualification match |
| 25 kwietnia     | Extreme Rules                 | 1st Mariner Arena                 | Baltimore, Maryland     | John Cena (c) vs. Batista Last Man Standing match o WWE Championship |
| 23 maja         | Over the Limit                | Joe Louis Arena                   | Detroit, michigan       | John Cena (c) vs. Batista „I Quit” match o WWE Championship |
| 20 czerwca      | Fatal 4-Way                   | Nassau Veterans Memorial Coliseum | Uniondale, Nowy Jork    | John Cena (c) vs. Sheamus vs. Randy Orton vs. Edge Fatal 4-way match o WWE Championship |
| 18 lipca        | Money in the Bank             | Sprint Center                     | Kansas City, Missouri   | Sheamus (c) vs. John Cena Steel Cage match o WWE Championship |
| 15 sierpnia     | SummerSlam                    | Staples Center                    | Los Angeles, Kalifornia | Team WWE (John Cena, Daniel Bryan, Edge, Chris Jericho, Bret Hart, R-Truth i John Morrison) vs. The Nexus (Wade Barrett, Justin Gabriel, Heath Slater, David Otunga, Skip Sheffield, Michael Tarver i Darren Young) 7-on-7 elimination tag team match |
| 19 września     | Night of Champions            | Allstate Arena                    | Rosemont, Illinois      | Sheamus (c) vs. Randy Orton vs. Wade Barrett vs. Edge vs. John Cena vs. Chris Jericho Six-Pack Elimination Challenge o WWE Championship |
| 3 października  | Hell in a Cell                | American Airlines Center          | Dallas, Teksas          | Kane (c) vs. The Undertaker Hell in a Cell match o World Heavyweight Championship |
| 24 października | Bragging Rights               | Target Center                     | Minneapolis, Minnesota  | Randy Orton (c) vs. Wade Barrett Singles match o WWE Championship |
| 21 listopada    | Survivor Series               | American Airlines Arena           | Miami, Floryda          | Randy Orton (c) vs. Wade Barrett No Disqualification match o WWE Championship |
| 19 grudnia      | TLC: Tables, Ladders & Chairs | Toyota Center                     | Houston, Teksas         | John Cena vs. Wade Barrett Chairs match |

#### 2011
| Data            | Nazwa                         | Hala                  | Miasto                  | Finałowa walka                                                                                                |
| --------------- | ----------------------------- | --------------------- | ----------------------- | --- |
| 30 stycznia     | Royal Rumble                  | TD Garden             | Boston, Massachusetts   | 40-osobowy Royal Rumble match                                                                                 |
| 20 lutego       | Elimination Chamber           | Oracle Arena          | Oakland, Kalifornia     | CM Punk vs. John Cena vs. John Morrison vs. Sheamus vs. Randy Orton vs. R-Truth Elimination Chamber match     |
| 3 kwietnia      | WrestleMania XXVII            | Georgia Dome          | Atlanta, Georgia        | The Miz (c) vs. John Cena Singles match o WWE Championship                                                    |
| 1 maja          | Extreme Rules                 | St. Pete Times Forum  | Tampa, Floryda          | The Miz (c) vs. John Cena vs. John Morrison Triple Threat Steel Cage match o WWE Championship                 |
| 22 maja         | Over the Limit                | KeyArena              | Seattle, Waszyngton     | John Cena (c) vs. The Miz „I Quit” match o WWE Championship                                                   |
| 19 czerwca      | Capitol Punishment            | Verizon Center        | Waszyngton, D.C.        | John Cena (c) vs. R-Truth Singles match o WWE Championship                                                    |
| 17 lipca        | Money in the Bank             | Allstate Arena        | Rosemont, Illinois      | John Cena (c) vs. CM Punk Singles match o WWE Championship                                                    |
| 14 sierpnia     | SummerSlam                    | Staples Center        | Los Angeles, Kalifornia | CM Punk (c) vs. Alberto Del Rio Singles match o WWE Championship                                              |
| 18 września     | Night of Champions            | First Niagara Center  | Buffalo, Nowy Jork      | Triple H vs. CM Punk No Disqualification match                                                                |
| 2 października  | Hell in a Cell                | New Orleans Arena     | Nowy Orlean, Luizjana   | John Cena (c) vs. Alberto Del Rio vs. CM Punk Triple Threat Hell in a Cell match o WWE Championship           |
| 23 października | Vengeance                     | AT&T Center           | San Antonio, Teksas     | Alberto Del Rio (c) vs. John Cena Last Man Standing match o WWE Championship                                  |
| 20 listopada    | Survivor Series               | Madison Square Garden | Nowy Jork, Nowy Jork    | John Cena i The Rock vs. Awesome Truth (The Miz i R-Truth) Tag team match                                     |
| 18 grudnia      | TLC: Tables, Ladders & Chairs | 1st Mariner Arena     | Baltimore, Maryland     | CM Punk (c) vs. The Miz vs. Alberto Del Rio Triple Threat Tables, Ladders and Chairs match o WWE Championship |

#### 2012
| Data            | Nazwa                         | Hala                    | Miasto                      | Finałowa walka                                                                               |
| --------------- | ----------------------------- | ----------------------- | --------------------------- | -------------------------------------------------------------------------------------------- |
| 29 stycznia     | Royal Rumble                  | Scottrade Center        | Saint Louis, Missouri       | 30-osobowy Royal Rumble match                                                                |
| 19 lutego       | Elimination Chamber           | Bradley Center          | Milwaukee, Wisconsin        | John Cena vs. Kane Ambulance match                                                           |
| 1 kwietnia      | WrestleMania XXVIII           | Sun Life Stadium        | Miami, Floryda              | John Cena vs. The Rock Singles match                                                         |
| 29 kwietnia     | Extreme Rules                 | Allstate Arena          | Rosemont, Illinois          | John Cena vs. Brock Lesnar Extreme Rules match                                               |
| 20 maja         | Over the Limit                | PNC Arena               | Raleigh, Karolina Północna  | John Cena vs. John Laurinaitis No Disqualification match                                     |
| 17 czerwca      | No Way Out                    | Izod Center             | East Rutherford, New Jersey | John Cena vs. Big Show Steel Cage match                                                      |
| 15 lipca        | Money in the Bank             | US Airways Center       | Phoenix, Arizona            | John Cena vs. Kane vs. Chris Jericho vs. Big Show vs. The Miz Money in the Bank ladder match |
| 19 sierpnia     | SummerSlam                    | Staples Center          | Los Angeles, Kalifornia     | Brock Lesnar vs. Triple H Singles match                                                      |
| 16 września     | Night of Champions            | TD Garden               | Boston, Massachusetts       | CM Punk (c) vs. John Cena Singles match o WWE Championship                                   |
| 28 października | Hell in a Cell                | Philips Arena           | Atlanta, Georgia            | CM Punk (c) vs. Ryback Hell in a Cell match o WWE Championship                               |
| 18 listopada    | Survivor Series               | Bankers Life Fieldhouse | Indianapolis, Indiana       | CM Punk (c) vs. Ryback vs. John Cena Triple threat match o WWE Championship                  |
| 16 grudnia      | TLC: Tables, Ladders & Chairs | Barclays Center         | Brooklyn, Nowy Jork         | Dolph Ziggler vs. John Cena Ladder match o kontrakt Money in the Bank                        |

#### 2013
| Data            | Nazwa                         | Hala                    | Miasto                      | Finałowa walka |
| --------------- | ----------------------------- | ----------------------- | --------------------------- | --- |
| 27 stycznia     | Royal Rumble                  | US Airways Center       | Phoenix, Arizona            | CM Punk (c) vs. The Rock Singles match o WWE Championship |
| 17 lutego       | Elimination Chamber           | New Orleans Arena       | Nowy Orlean, Luizjana       | The Rock (c) vs. CM Punk Singles match o WWE Championship |
| 7 kwietnia      | WrestleMania 29               | MetLife Stadium         | East Rutherford, New Jersey | The Rock (c) vs. John Cena Singles match o WWE Championship |
| 19 maja         | Extreme Rules                 | Scottrade Center        | Saint Louis, Missouri       | Brock Lesnar vs. Triple H Steel Cage match |
| 16 czerwca      | Payback                       | Allstate Arena          | Rosemont, Illinois          | John Cena (c) vs. Ryback Three Stages of Hell match o WWE Championship |
| 14 lipca        | Money in the Bank             | Wells Fargo Center      | Filadelfia, Pensylwania     | Randy Orton vs. Rob Van Dam vs. CM Punk vs. Daniel Bryan vs. Sheamus vs. Christian Money in the Bank ladder match                                                               |
| 18 sierpnia     | SummerSlam                    | Staples Center          | Los Angeles, Kalifornia     | Daniel Bryan (c) vs. Randy Orton Singles match o WWE Championship |
| 15 września     | Night of Champions            | Joe Louis Arena         | Detroit, Michigan           | Randy Orton (c) vs. Daniel Bryan Singles match o WWE Championship |
| 6 października  | Battleground                  | First Niagara Center    | Buffalo, Nowy Jork          | Randy Orton vs. Daniel Bryan Singles match o zwakowany WWE Championship |
| 27 października | Hell in a Cell                | American Airlines Arena | Miami, Floryda              | Randy Orton vs. Daniel Bryan Hell in a Cell match o zwakowany WWE Championship                                                                                                  |
| 24 listopada    | Survivor Series               | TD Garden               | Boston, Massachusets        | Randy Orton (c) vs. Big Show Singles match o WWE Championship |
| 15 grudnia      | TLC: Tables, Ladders & Chairs | Toyota Center           | Houston, Teksas             | Randy Orton (WWE-c) vs. John Cena (World-c) Tables, Ladders and Chairs match unifikujący WWE Championship i World Heavyweight Championship w WWE World Heavyweight Championship |

#### 2014
Sieć WWE Network została uruchomiona 24 lutego 2014 roku. Każde wydarzenie pay-per-view od tego momentu było emitowane zarówno w tradycyjnych punktach sprzedaży PPV, jak i w WWE Network. Jednak począwszy od NXT Arrival, kilka dodatkowych wydarzeń zaczęło być emitowanych wyłącznie w sieci. Te wydarzenia są oznaczone jako "nadawane ekskluzywnie na WWE Network". Począwszy od 2021 roku w niektórych krajach ich wersja WWE Network została połączona z inną platformą streamingową (np. w Stanach Zjednoczonych WWE Network została połączona z Peacock 18 marca 2021 roku). Dopisek "nadawane ekskluzywnie na WWE Network" od 2021 roku obejmuje również te inne platformy.
|  | Gala brandu NXT |

| Data            | Nazwa                                      | Hala                     | Miasto                      | Finałowa walka |
| --------------- | ------------------------------------------ | ------------------------ | --------------------------- | --- |
| 26 stycznia     | Royal Rumble                               | Consol Energy Center     | Pittsburgh, Pensylwania     | 30-osobowy Royal Rumble match |
| 23 lutego       | Elimination Chamber                        | Target Center            | Minneapolis, Minnesota      | Randy Orton (c) vs. John Cena vs. Sheamus vs. Daniel Bryan vs. Cesaro vs. Christian Elimination Chamber match o WWE World Heavyweight Championship                                    |
| 27 lutego       | Arrival                                    | Full Sail University     | Winter Park, Floryda        | Bo Dallas (c) vs. Adrian Neville Ladder match o NXT Championship |
| 6 kwietnia      | WrestleMania XXX                           | Mercedes-Benz Superdome  | Nowy Orlean, Luizjana       | Randy Orton (c) vs. Batista vs. Daniel Bryan Triple threat match o WWE World Heavyweight Championship                                                                                 |
| 4 maja          | Extreme Rules                              | Izod Center              | East Rutherford, New Jersey | Daniel Bryan (c) vs. Kane Extreme Rules match o WWE World Heavyweight Championship |
| 29 maja         | TakeOver                                   | Full Sail University     | Winter Park, Floryda        | Adrian Neville vs. Tyson Kidd Singles match o NXT Championship |
| 1 czerwca       | Payback                                    | Allstate Arena           | Rosemont, Illinois          | The Shield (Dean Ambrose, Seth Rollins i Roman Reigns) vs. Evolution (Triple H, Randy Orton i Batista) No Holds Barred Elimination match                                              |
| 29 czerwca      | Money in the Bank                          | TD Garden                | Boston, Massachusetts       | John Cena vs. Alberto Del Rio vs. Bray Wyatt vs. Cesaro vs. Kane vs. Randy Orton vs. Roman Reigns vs. Sheamus Ladder match o zwakowany WWE World Heavyweight Championship             |
| 20 lipca        | Battleground                               | Tampa Bay Times Forum    | Tampa, Floryda              | John Cena (c) vs. Randy Orton vs. Kane vs. Roman Reigns Fatal 4-way match o WWE World Heavyweight Championship                                                                        |
| 17 sierpnia     | SummerSlam                                 | Staples Center           | Los Angeles, Kalifornia     | John Cena (c) vs. Brock Lesnar Singles match o WWE World Heavyweight Championship |
| 11 września     | TakeOver: Fatal 4-Way                      | Full Sail University     | Winter Park, Floryda        | Adrian Neville (c) vs. Sami Zayn vs. Tyson Kidd vs. Tyler Breeze Fatal 4-way match o NXT Championship                                                                                 |
| 21 września     | Night of Champions                         | Bridgestone Arena        | Nashville, Tennessee        | Brock Lesnar (c) vs. John Cena Singles match o WWE World Heavyweight Championship |
| 26 października | Hell in a Cell                             | American Airlines Center | Dallas, Teksas              | Seth Rollins vs. Dean Ambrose Hell in a Cell match |
| 23 listopada    | Survivor Series                            | Scottrade Center         | Saint Louis, Missouri       | Team Cena (John Cena, Dolph Ziggler, Big Show, Ryback i Erick Rowan) vs. The Authority (Seth Rollins, Kane, Mark Henry, Rusev i Luke Harper) 5-on-5 Survivor Series elimination match |
| 11 grudnia      | TakeOver: R Evolution                      | Full Sail University     | Winter Park, Floryda        | Adrian Neville (c) vs. Sami Zyan Singles match o NXT Championship |
| 14 grudnia      | TLC: Tables, Ladders, Chairs... and Stairs | Quicken Loans Arena      | Cleveland, Ohio             | Dean Ambrose vs. Bray Wyatt Tables, Ladders and Chairs match |

#### 2015
|  | Gala brandu NXT |

| Data            | Nazwa                           | Hala                  | Miasto                  | Finałowa walka |
| --------------- | ------------------------------- | --------------------- | ----------------------- | --- |
| 25 stycznia     | Royal Rumble                    | Wells Fargo Center    | Filadelfia, Pensylwania | 30-osobowy Royal Rumble match                                                                                             |
| 11 lutego       | TakeOver: Rival                 | Full Sail University  | Winter Park, Floryda    | Sami Zayn (c) vs. Kevin Owens Singles match o NXT Championship                                                            |
| 22 lutego       | Fastlane                        | FedExForum            | Memphis, Tennessee      | Roman Reigns (c) vs. Daniel Bryan Singles match                                                                           |
| 29 marca        | WrestleMania 31                 | Levi’s Stadium        | Santa Clara, Kalifornia | Brock Lesnar (c) vs. Roman Reigns vs. Seth Rollins Triple threat match o WWE World Heavyweight Championship               |
| 26 kwietnia     | Extreme Rules                   | Allstate Arena        | Rosemont, Illinois      | Seth Rollins (c) vs. Randy Orton Steel Cage match o WWE World Heavyweight Championship                                    |
| 28 kwietnia     | King of the Ring                | iWireless Center      | Moline, Illinois        | Neville vs. Bad News Barrett Finał turnieju King of the Ring                                                              |
| 17 maja         | Payback                         | Royal Farms Arena     | Baltimore, Maryland     | Seth Rollins (c) vs. Roman Reigns vs. Randy Orton vs. Dean Ambrose Fatal 4-way match o WWE World Heavyweight Championship |
| 20 maja         | TakeOver: Unstoppable           | Full Sail University  | Winter Park, Floryda    | Kevin Owens (c) vs. Sami Zayn Singles match o NXT Championship                                                            |
| 31 maja         | Elimination Chamber             | American Bank Center  | Corpus Christi, Teksas  | Seth Rollins (c) vs. Dean Ambrose Singles match o WWE World Heavyweight Championship                                      |
| 14 czerwca      | Money in the Bank               | Nationwide Arena      | Columbus, Ohio          | Seth Rollins (c) vs. Dean Ambrose Ladder match o WWE World Heavyweight Championship                                       |
| 4 lipca         | The Beast in the East           | Ryōgoku Kokugikan     | Sumida, Tokio, Japonia  | John Cena i Dolph Ziggler vs. Kane i King Barrett Tag team match                                                          |
| 19 lipca        | Battleground                    | Scottrade Center      | Saint Louis, Missouri   | Seth Rollins (c) vs. Brock Lesnar Singles match o WWE World Heavyweight Championship                                      |
| 22 sierpnia     | TakeOver: Brooklyn              | Barclays Center       | Brooklyn, Nowy Jork     | "The Demon" Finn Bálor (c) vs. Kevin Owens Ladder match o NXT Championship                                                |
| 23 sierpnia     | SummerSlam                      | Barclays Center       | Brooklyn, Nowy Jork     | Brock Lesnar vs. The Undertaker Singles match                                                                             |
| 20 września     | Night of Champions              | Toyota Center         | Houston, Teksas         | Seth Rollins (c) vs. Sting Singles match o WWE World Heavyweight Championship                                             |
| 3 października  | Live from Madison Square Garden | Madison Square Garden | Nowy Jork, Nowy Jork    | John Cena vs. Seth Rollins Steel Cage match o WWE United States Championship                                              |
| 7 października  | TakeOver: Respect               | Full Sail University  | Winter Park, Floryda    | Bayley vs. Sasha Banks 30-minutowy Iron Man match o NXT Women’s Championship                                              |
| 25 października | Hell in a Cell                  | Staples Center        | Los Angeles, Kalifornia | The Undertaker vs. Brock Lesnar Hell in a Cell match                                                                      |
| 22 listopada    | Survivor Series                 | Phillips Arena        | Atlanta, Georgia        | Roman Reigns (c) vs. Sheamus Singles match o WWE World Heavyweight Championship                                           |
| 13 grudnia      | TLC: Tables, Ladders & Chairs   | TD Garden             | Boston, Massachusetts   | Sheamus (c) vs. Roman Reigns Tables, Ladders and Chairs match o WWE World Heavyweight Championship                        |
| 16 grudnia      | TakeOver: London                | Wembley Arena         | Wembley, Londyn, Anglia | "The Demon" Finn Bálor (c) vs. Samoa Joe Singles match o NXT Championship                                                 |

#### 2016
|  | Gala brandu Raw |  | Gala brandu SmackDown |  | Gala brandu NXT |

| Data            | Nazwa                         | Hala                                    | Miasto                   | Finałowa walka                                                                                      |
| --------------- | ----------------------------- | --------------------------------------- | ------------------------ | --------------------------------------------------------------------------------------------------- |
| 24 stycznia     | Royal Rumble                  | Amway Center                            | Orlando, Floryda         | 30-osobowy Royal Rumble match o WWE World Heavyweight Championship                                  |
| 21 lutego       | Fastlane                      | Scottrade Center                        | Cleveland, Ohio          | Roman Reigns vs. Dean Ambrose vs. Brock Lesnar Triple threat match                                  |
| 12 marca        | Roadblock                     | Ricoh Coliseum                          | Toronto, Ontario, Kanada | Triple H (c) vs. Dean Ambrose Singles match o WWE World Heavyweight Championship                    |
| 16 grudnia      | TakeOver: Dallas              | Kay Bailey Hutchinson Convention Center | Dallas, Teksas           | "The Demon" Finn Bálor (c) vs. Samoa Joe Singles match o NXT Championship                           |
| 3 kwietnia      | WrestleMania 32               | AT&T Stadium                            | Arlington, Teksas        | Triple H (c) vs. Roman Reigns Singles match o WWE World Heavyweight Championship                    |
| 1 maja          | Payback                       | Allstate Arena                          | Rosemont, Illinois       | Roman Reigns (c) vs. AJ Styles Singles match o WWE World Heavyweight Championship                   |
| 22 maja         | Extreme Rules                 | Prudential Center                       | Newark, New Jersey       | Roman Reigns (c) vs. AJ Styles Extreme Rules match o WWE World Heavyweight Championship             |
| 8 czerwca       | TakeOver: The End             | Full Sail University                    | Winter Park, Floryda     | Samoa Joe (c) vs. "The Demon" Finn Bálor Steel Cage match o NXT Championship                        |
| 19 czerwca      | Money in the Bank             | T-Mobile Arena                          | Las Vegas, Nevada        | Seth Rollins (c) vs. Dean Ambrose Singles match o WWE World Heavyweight Championship                |
| 24 lipca        | Battleground                  | Verizon Center                          | Waszyngton, D.C.         | Dean Ambrose vs. Roman Reigns vs. Seth Rollins Triple threat match o WWE Championship               |
| 20 sierpnia     | TakeOver: Brooklyn II         | Barclays Center                         | Brooklyn, Nowy Jork      | Samoa Joe (c) vs. Shinsuke Nakamura Singles match o NXT Championship                                |
| 21 sierpnia     | SummerSlam                    | Barclays Center                         | Brooklyn, Nowy Jork      | Brock Lesnar vs. Randy Orton Singles match                                                          |
| 11 września     | Backlash                      | Richmond Coliseum                       | Richmond, Wirginia       | Dean Ambrose (c) vs. AJ Styles Singles match o WWE World Championship                               |
| 14 września     | Finał Cruiserweight Classic   | Full Sail University                    | Winter Park, Floryda     | Gran Metalik vs. T.J. Perkins Finał turnieju Cruiserweight Classic o WWE Cruiserweight Championship |
| 25 września     | Clash of Champions            | Bankers Life Fieldhouse                 | Indianapolis, Indiana    | Kevin Owens (c) vs. Seth Rollins Singles match o WWE Universal Championship                         |
| 9 października  | No Mercy                      | Golden 1 Center                         | Sacramento, Kalifornia   | Randy Orton vs. Bray Wyatt Singles match                                                            |
| 30 października | Hell in a Cell                | TD Garden                               | Boston, Massachusetts    | Sasha Banks (c) vs. Charlotte Flair Hell in a Cell match o WWE Raw Women’s Championship             |
| 19 listopada    | TakeOver: Toronto             | Air Canada Centre                       | Toronto, Ontario, Kanada | Shinsuke Nakamura (c) vs. Samoa Joe Singles match o NXT Championship                                |
| 20 listopada    | Survivor Series               | Air Canada Centre                       | Toronto, Ontario, Kanada | Brock Lesnar vs. Goldberg Singles match                                                             |
| 4 grudnia       | TLC: Tables, Ladders & Chairs | American Airlines Center                | Dallas, Teksas           | AJ Styles (c) vs. Dean Ambrose Tables, Ladders and Chairs match o WWE World Championship            |
| 18 grudnia      | Roadblock: End of the Line    | PPG Paints Arena                        | Pittsburgh, Pensylwania  | Kevin Owens (c) vs. Roman Reigns Singles match o WWE Universal Championship                         |

#### 2017
|  | Gala brandu Raw |  | Gala brandu SmackDown |  | Gala brandu NXT |  | Gala brandu NXT UK |

| Data                         | Nazwa                                  | Hala                       | Miasto                  | Finałowa walka |
| ---------------------------- | -------------------------------------- | -------------------------- | ----------------------- | --- |
| 14 stycznia                  | United Kingdom Championship Tournament | Empress Ballroom           | Blackpool, Anglia       | Tyler Bate vs. Tucker Singles match |
| 15 stycznia                  | United Kingdom Championship Tournament | Empress Ballroom           | Blackpool, Anglia       | Tyler Bate vs. Pete Dunne Finał turnieju o WWE United Kingdom Championship |
| 28 stycznia                  | TakeOver: San Antonio                  | Freeman Coliseum           | San Antonio, Teksas     | Shinsuke Nakamura (c) vs. Bobby Roode Singles match o NXT Championship |
| 29 stycznia                  | Royal Rumble                           | Alamodome                  | San Antonio, Teksas     | 30-osobowy Royal Rumble match |
| 12 lutego                    | Elimination Chamber                    | Talking Stick Resort Arena | Phoenix, Arizona        | John Cena (c) vs. AJ Styles vs. Bray Wyatt vs. Baron Corbin vs. The Miz vs. Dean Ambrose Elimination Chamber match o WWE Championship                                                      |
| 5 marca                      | Fastlane                               | Bradley Center             | Milwaukee, Wisconsin    | Kevin Owens (c) vs. Goldberg Singles match o WWE Universal Championship |
| 1 kwietnia                   | TakeOver: Orlando                      | Amway Center               | Orlando, Floryda        | Bobby Roode (c) vs. Shinsuke Nakamura Singles match o NXT Championship |
| 2 kwietnia                   | WrestleMania 33                        | Camping World Stadium      | Orlando, Floryda        | The Undertaker vs. Roman Reigns No Holds Barred match |
| 30 kwietnia                  | Payback                                | SAP Center                 | San Jose, Kalifornia    | Braun Strowman vs. Roman Reigns Singles match |
| 7 maja (wyemitowano 19 maja) | United Kingdom Championship Special    | Epic Studios               | Norwich, Anglia         | Tyler Bate vs. Mark Andrews Singles match o WWE United Kingdom Championship |
| 20 maja                      | TakeOver: Chicago                      | Allstate Arena             | Rosemont, Illinois      | The Authors of Pain (Akam i Rezar) (c) vs. #DIY (Tommaso Ciampa i Johnny Gargano) Ladder match o NXT Tag Team Championship                                                                 |
| 21 maja                      | Backlash                               | Allstate Arena             | Rosemont, Illinois      | Randy Orton (c) vs. Jinder Mahal Singles match o WWE Championship |
| 4 czerwca                    | Extreme Rules                          | Royal Farms Arena          | Baltimore, Maryland     | Roman Reigns vs. Seth Rollins vs. Finn Bálor vs. Bray Wyatt vs. Samoa Joe Fatal 5-Way Extreme Rules match                                                                                  |
| 18 czerwca                   | Money in the Bank                      | Scottrade Center           | Saint Louis, Missouri   | AJ Styles vs. Shinsuke Nakamura vs. Sami Zayn vs. Dolph Ziggler vs. Baron Corbin vs. Kevin Owens Money in the Bank ladder match                                                            |
| 9 lipca                      | Great Balls of Fire                    | American Airlines Center   | Dallas, Teksas          | Brock Lesnar (c) vs. Samoa Joe Singles match o WWE Universal Championship |
| 23 lipca                     | Battleground                           | Wells Fargo Center         | Filadelfia, Pensylwania | Jinder Mahal (c) vs. Randy Orton Punjabi Prison match o WWE Championship |
| 19 sierpnia                  | TakeOver: Brooklyn III                 | Barclays Center            | Brooklyn, Nowy Jork     | Bobby Roode (c) vs. Drew McIntyre Singles match o NXT Championship |
| 20 sierpnia                  | SummerSlam                             | Barclays Center            | Brooklyn, Nowy Jork     | Brock Lesnar (c) vs. Roman Reigns vs. Samoa Joe vs. Braun Strowman Fatal 4-way match o WWE Universal Championship                                                                          |
| 12 września                  | Finał Mae Young Classic                | Thomas & Mack Center       | Paradise, Nevada        | Kairi Sane vs. Shayna Baszler Finał turnieju Mae Young Classic |
| 24 września                  | No Mercy                               | Staples Center             | Los Angeles, Kalifornia | Brock Lesnar (c) vs. Braun Strowman Singles match o WWE Universal Championship |
| 8 października               | Hell in a Cell                         | Little Caesars Arena       | Detroit, Michigan       | Shane McMahon vs. Kevin Owens Falls Count Anywhere Hell in a Cell match |
| 22 października              | TLC: Tables, Ladders & Chairs          | Target Center              | Minneapolis, Minnesota  | Kurt Angle, Dean Ambrose i Seth Rollins vs. The Miz, Braun Strowman, Kane, Cesaro i Sheamus 3-on-5 Handicap Tables, Ladders and Chairs match                                               |
| 18 listopada                 | TakeOver: WarGames                     | Toyota Center              | Houston, Teksas         | The Authors of Pain (Akam i Rezar) i Roderick Strong vs. Sanity (Alexander Wolfe, Eric Young i Killian Dain) vs. The Undisputed Era (Adam Cole, Bobby Fish i Kyle O’Reilly) WarGames match |
| 19 listopada                 | Survivor Series                        | Toyota Center              | Houston, Teksas         | Kurt Angle, Triple H, Braun Strowman, Finn Bálor i Samoa Joe vs. Shane McMahon, John Cena, Randy Orton, Shinsuke Nakamura i Bobby Roode 5-on-5 Survivor Series elimination match           |
| 17 grudnia                   | Clash of Champions                     | TD Garden                  | Boston, Massachusetts   | AJ Styles (c) vs. Jinder Mahal Singles match o WWE Championship |

#### 2018
|  | Gala brandu Raw |  | Gala brandu SmackDown |  | Gala brandu NXT |  | Gala brandu NXT UK |

| Data                                    | Nazwa                                  | Hala                                | Miasto                   | Finałowa walka |
| --------------------------------------- | -------------------------------------- | ----------------------------------- | ------------------------ | --- |
| 27 stycznia                             | TakeOver: Philadelphia                 | Wells Fargo Center                  | Filadelfia, Pensylwania  | Andrade "Cien" Almas (c) vs. Johnny Gargano Singles match o NXT Championship                                                                       |
| 28 stycznia                             | Royal Rumble                           | Wells Fargo Center                  | Filadelfia, Pensylwania  | 30-osobowy żeński Royal Rumble match |
| 25 lutego                               | Elimination Chamber                    | T-Mobile Arena                      | Paradise, Nevada         | Braun Strowman vs. Elias vs. John Cena vs. Roman Reigns vs. The Miz vs. Finn Bálor vs. Seth Rollins Elimination Chamber match                      |
| 11 marca                                | Fastlane                               | Nationwide Arena                    | Columbus, Ohio           | AJ Styles (c) vs. John Cena vs. Kevin Owens vs. Sami Zayn vs. Baron Corbin vs. Dolph Ziggler Six-Pack Challenge o WWE Championship                 |
| 7 kwietnia                              | TakeOver: New Orleans                  | Smoothie King Center                | Nowy Orlean, Luizjana    | Johnny Gargano vs. Tommaso Ciampa Unsanctioned match                                                                                               |
| 8 kwietnia                              | WrestleMania 34                        | Mercedes-Benz Superdome             | Nowy Orlean, Luizjana    | Brock Lesnar (c) vs. Roman Reigns Singles match o WWE Universal Championship                                                                       |
| 27 kwietnia                             | Greatest Royal Rumble                  | King Abdullah International Stadium | Dżudda, Arabia Saudyjska | 50-osobowy męski Royal Rumble match |
| 6 maja                                  | Backlash                               | Prudential Center                   | Newark, New Jersey       | Roman Reigns vs. Samoa Joe Singles match |
| 16 czerwca                              | TakeOver: Chicago II                   | Allstate Arena                      | Rosemont, Illinois       | Johnny Gargano vs. Tommaso Ciampa Chicago Street Fight                                                                                             |
| 17 czerwca                              | Money in the Bank                      | Allstate Arena                      | Rosemont, Illinois       | Braun Strowman vs. Bobby Roode vs. Finn Bálor vs. Kevin Owens vs. Kofi Kingston vs. Rusev vs. Samoa Joe vs. The Miz Money in the Bank ladder match |
| 18 czerwaca (wyemitowano 25 czerwca)    | United Kingdom Championship Tournament | Royal Albert Hall                   | Kensington, Anglia       | Travis Banks vs. Zack Gibson Finał turnieju o miano pretendenta do WWE United Kingdom Championship                                                 |
| 19 czerwca (wyemitowano 26 czerwca)     | U.K. Championship                      | Royal Albert Hall                   | Kensington, Anglia       | Pete Dunne (c) vs. Zack Gibson Singles match o WWE United Kingdom Championship                                                                     |
| 15 lipca                                | Extreme Rules                          | PPG Paints Arena                    | Pittsburgh, Pensylwania  | Dolph Ziggler (c) vs. Seth Rollins 30-minutowy Iron Man match o WWE Intercontinental Championship                                                  |
| 18 sierpnia                             | TakeOver: Brooklyn 4                   | Barclays Center                     | Brooklyn, Nowy Jork      | Tommaso Ciampa (c) vs. Johnny Gargano Last Man Standing match o NXT Championship                                                                   |
| 19 sierpnia                             | SummerSlam                             | Barclays Center                     | Brooklyn, Nowy Jork      | Brock Lesnar (c) vs. Roman Reigns Singles match o WWE Universal Championship                                                                       |
| 16 września                             | Hell in a Cell                         | AT&T Center                         | San Antonio, Teksas      | Roman Reigns (c) vs. Braun Strowman Hell in a Cell match o WWE Universal Championship                                                              |
| 6 października                          | Super Show-Down                        | Melbourne Cricket Ground            | Melbourne, Australia     | The Undertaker vs. Triple H No Disqualification match                                                                                              |
| 28 października                         | Evolution                              | Nassau Veterans Memorial Coliseum   | Uniondale, Nowy Jork     | Ronda Rousey (c) vs. Nikki Bella Singles match o WWE Raw Women’s Championship                                                                      |
| 2 listopada                             | Crown Jewel                            | King Saud University Stadium        | Rijad, Arabia Saudyjska  | D-Generation X (Triple H i Shawn Michaels) vs. The Brothers of Destruction (The Undertaker i Kane) Tag team match                                  |
| 18 listopada                            | TakeOver: WarGames                     | Staples Center                      | Los Angeles, Kalifornia  | Pete Dunne, Ricochet, Hanson i Rowe vs. The Undisputed Era (Adam Cole, Kyle O’Reilly, Bobby Fish i Roderick Strong) WarGames match                 |
| 18 listopada                            | Survivor Series                        | Staples Center                      | Los Angeles, Kalifornia  | Daniel Bryan vs. Brock Lesnar Singles match |
| 24 listopada (wyemitowano 25 listopada) | Starrcade                              | U.S. Bank Arena                     | Cincinnati, Ohio         | AJ Styles vs. Samoa Joe Steel Cage match |
| 16 grudnia                              | TLC: Tables, Ladders & Chairs          | SAP Center                          | San Jose, Kalifornia     | Becky Lynch (c) vs. Asuka vs. Charlotte Flair Triple Threat Tables, Ladders and Chairs match o WWE SmackDown Women’s Championship                  |

#### 2019
|  | Gala brandu SmackDown |  | Gala brandu NXT |  | Gala brandu NXT UK |

| Data                                  | Nazwa                                    | Hala                                | Miasto                       | Finałowa walka |
| ------------------------------------- | ---------------------------------------- | ----------------------------------- | ---------------------------- | --- |
| 14 stycznia                           | TakeOver: Blackpool                      | Empress Ballroom                    | Blackpool, Anglia            | Pete Dunne (c) vs. Joe Coffey Singles match o WWE United Kingdom Championship                                                                                                   |
| 26 stycznia                           | TakeOver: Phoenix                        | Talking Stick Resort Arena          | Phoenix, Arizona             | Tommaso Ciampa (c) vs. Aleister Black Singles match o NXT Championship |
| 26-27 stycznia (wyemitowano 2 lutego) | Worlds Collide                           | Phoenix Convention Center           | Phoenix, Arizona             | Velveteen Dream vs. Tyler Bate Finał turnieju Worlds Collide |
| 26 stycznia                           | Royal Rumble                             | Chase Field                         | Phoenix, Arizona             | 30-osobowy męski Royal Rumble match |
| 3 lutego                              | Halftime Heat                            | WWE Performance Center              | Orlando, Floryda             | Aleister Black, Ricochet i Velveteen Dream vs. Tommaso Ciampa, Johnny Gargano i Adam Cole Six-man tag team match                                                                |
| 17 lutego                             | Elimination Chamber                      | Toyota Center                       | Houston, Teksas              | Daniel Bryan (c) vs. AJ Styles vs. Jeff Hardy vs. Kofi Kingston vs. Randy Orton vs. Samoa Joe Elimination Chamber match o WWE Championship                                      |
| 10 marca                              | Fastlane                                 | Quicken Loands Arena                | Cleveland, Ohio              | The Shield (Dean Ambrose, Seth Rollins i Roman Reigns) vs. Baron Corbin, Drew McIntyre i Bobby Lashley Six-man tag team match                                                   |
| 5 kwietnia                            | TakeOver: New York                       | Barclays Center                     | Brooklyn, Nowy Jork          | Johnny Gargano vs. Adam Cole Two-out-of-three falls match o zwakowany NXT Championship                                                                                          |
| 7 kwietnia                            | WrestleMania 35                          | MetLife Stadium                     | East Rutherford, New Jersey  | Ronda Rousey (Raw-c) vs. Charlotte Flair (SmackDown-c) vs. Becky Lynch Winner Takes All Triple threat match o WWE Raw Women’s Championship i WWE SmackDown Women’s Championship |
| 21 kwietnia                           | The Shield’s Final Chapter               | TaxSlayer Center                    | Moline, Illinois             | The Shield (Dean Ambrose, Seth Rollins i Roman Reigns) vs. Baron Corbin, Drew McIntyre i Bobby Lashley Six-man tag team match                                                   |
| 19 maja                               | Money in the Bank                        | XL Center                           | Hartford, Connecticut        | Finn Bálor vs. Ricochet vs. Ali vs. Randy Orton vs. Baron Corbin vs. Drew McIntyre vs. Andrade vs. Brock Lesnar Money in the Bank ladder match                                  |
| 1 czerwca                             | TakeOver: XXV                            | Webster Bank Arena                  | Bridgeport, Connecticut      | Johnny Gargano (c) vs. Adam Cole Singles match o NXT Championship |
| 7 czerwca                             | Super ShowDown                           | King Abdullah International Stadium | Dżudda, Arabia Saudyjska     | Goldberg vs. The Undertaker Singles match |
| 23 czerwca                            | Stomping Grounds                         | Tacoma Dome                         | Tacoma, Waszyngton           | Seth Rollins (c) vs. Baron Corbin No Countout, No Disqualification match o WWE Universal Championship                                                                           |
| 13 lipca                              | Evolve 131: 10th Anniversary Celebration | 2300 Arena                          | Filadelfia, Pensylwania      | Adam Cole (c) vs. Akira Tozawa Singles match o NXT Championship |
| 14 lipca                              | Extreme Rules                            | Wells Fargo Center                  | Filadelfia, Pensylwania      | Seth Rollins (c) vs. Brock Lesnar Singles match o WWE Universal Championship |
| 27 lipca                              | Smackville                               | Bridgestone Arena                   | Nashville, Tennessee         | Kofi Kingston (c) vs. Dolph Ziggler vs. Samoa Joe Triple threat match o WWE Championship                                                                                        |
| 1 czerwca                             | TakeOver: Toronto                        | Scotiabank Arena                    | Toronto, Ontario, Kanada     | Adam Cole (c) vs. Johnny Gargano Two-out-of-three falls match o NXT Championship                                                                                                |
| 11 sierpnia                           | SummerSlam                               | Scotiabank Arena                    | Toronto, Ontario, Kanada     | Brock Lesnar (c) vs. Seth Rollins Singles match o WWE Universal Championship |
| 31 sierpnia                           | TakeOver: Cardiff                        | Motorpoint Arena Cardiff            | Cardiff, Walia               | Walter (c) vs. Tyler Bate Singles match o WWE United Kingdom Championship |
| 15 września                           | Clash of Champions                       | Spectrum Center                     | Charlotte, Karolina Północna | Seth Rollins vs. Braun Strowman Singles match o WWE Universal Championship |
| 6 października                        | Hell in a Cell                           | Golden 1 Center                     | Sacramento, Kalifornia       | Seth Rollins (c) vs. "The Fiend" Bray Wyatt Hell in a Cell match o WWE Universal Championship                                                                                   |
| 31 października                       | Crown Jewel                              | Stadion Króla Fahda                 | Rijad, Arabia Saudyjska      | Seth Rollins (c) vs. "The Fiend" Bray Wyatt Falls Count Anywhere match o WWE Universal Championship                                                                             |
| 23 listopada                          | TakeOver: WarGames                       | Allstate Arena                      | Rosemont, Illinois           | Tommaso Ciampa, Keith Lee, Dominik Dijakovic i Kevin Owens vs. The Undisputed Era (Adam Cole, Kyle O’Reilly, Bobby Fish i Roderick Strong) WarGames match                       |
| 24 listopada                          | Survivor Series                          | Allstate Arena                      | Rosemont, Illinois           | Becky Lynch vs. Bayley vs. Shayna Baszler Triple threat match |
| 1 grudnia                             | Starrcade                                | Infinite Energy Arena               | Duluth, Georgia              | Kevin Owens vs. Bobby Lashley Singles match |
| 15 grudnia                            | TLC: Tables, Ladders & Chairs            | Target Center                       | Minneapolis, Minnesota       | The Kabuki Warriors (Asuka i Kairi Sane) vs. Becky Lynch i Charlotte Flair Tables, Ladders and Chairs match o WWE Women’s Tag Team Championship                                 |

### 2020–2029

#### 2020
|  | Gala brandu NXT |  | Gala brandu NXT UK |

| Data                                   | Nazwa                            | Hala                                         | Miasto                                 | Finałowa walka |
| -------------------------------------- | -------------------------------- | -------------------------------------------- | -------------------------------------- | --- |
| 12 stycznia                            | TakeOver: Blackpool II           | Empress Ballroom                             | Blackpool, Anglia                      | Walter (c) vs. Joe Coffey Singles match o WWE United Kingdom Championship |
| 25 stycznia                            | Worlds Collide                   | Toyota Center                                | Houston, Teksas                        | The Undisputed Era (Adam Cole, Bobby Fish, Kyle O’Reilly i Roderick Strong) vs. Imperium (Walter, Fabian Aichner, Marcel Barthel i Alexander Wolfe) Eight-man tag team match                                                                                           |
| 26 stycznia                            | Royal Rumble                     | Minute Maid Park                             | Houston, Teksas                        | 30-osobowy męski Royal Rumble match |
| 16 lutego                              | TakeOver: Portland               | Moda Center                                  | Portland, Oregon                       | Adam Cole (c) vs. Tommaso Ciampa Singles match o NXT Championship |
| 27 lutego                              | Super ShowDown                   | Mohammed Abdu Arena                          | Rijad, Arabia Saudyjska                | "The Fiend" Bray Wyatt (c) vs. Goldberg Singles match o WWE Universal Championship |
| 8 marca                                | Elimination Chamber              | Wells Fargo Center                           | Filadelfia, Pensylwania                | Natalya vs. Liv Morgan vs. Asuka vs. Shayna Baszler vs. Ruby Riott vs. Sarah Logan Elimination Chamber match |
| 25–26 marca (wyemitowano 4–5 kwietnia) | WrestleMania 36                  | WWE Performance Center                       | Orlando, Floryda                       | Część 1: The Undertaker vs. AJ Styles Boneyard match |
| 25–26 marca (wyemitowano 4–5 kwietnia) | WrestleMania 36                  | WWE Performance Center                       | Orlando, Floryda                       | Część 2: Brock Lesnar (c) vs. Drew McIntyre Singles match o WWE Championship |
| 10 maja                                | Money in the Bank                | WWE Performance Center Globalna siedziba WWE | Orlando, Floryda Stamford, Connecticut | Daniel Bryan vs. Rey Mysterio vs. Aleister Black vs. Otis vs. AJ Styles vs. King Corbin Money in the Bank ladder match Lacey Evans vs. Carmella vs. Dana Brooke vs. Asuka vs. Nia Jax vs. Shayna Baszler Money in the Bank ladder match o WWE Raw Women’s Championship |
| 7 czerwca                              | TakeOver: In Your House          | Full Sail University                         | Winter Park, Floryda                   | Charlotte Flair (c) vs. Rhea Ripley vs. Io Shirai Triple threat match o NXT Women’s Championship |
| 14 czerwca                             | Backlash                         | WWE Performance Center                       | Orlando, Floryda                       | Edge vs. Randy Orton Singles match |
| 19 lipca                               | The Horror Show at Extreme Rules | WWE Performance Center                       | Orlando, Floryda                       | Braun Strowman vs. Bray Wyatt Wyatt Swamp Fight |
| 7 czerwca                              | TakeOver XXX                     | Full Sail University                         | Winter Park, Floryda                   | Keith Lee (c) vs. Karrion Kross Singles match o NXT Championship |
| 23 sierpnia                            | SummerSlam                       | Amway Center                                 | Orlando, Floryda                       | Braun Strowman (c) vs. "The Fiend" Bray Wyatt Falls Count Anywhere match o WWE Universal Championship |
| 30 sierpnia                            | Payback                          | Amway Center                                 | Orlando, Floryda                       | "The Fiend" Bray Wyatt (c) vs. Roman Reigns vs. Braun Strowman No Holds Barred Triple threat match o WWE Universal Championship |
| 27 września                            | Clash of Champions               | Amway Center                                 | Orlando, Floryda                       | Roman Reigns (c) vs. Jey Uso Singles match o WWE Universal Championship |
| 4 października                         | TakeOver 31                      | WWE Performance Center                       | Orlando, Floryda                       | Finn Bálor (c) vs. Kyle O’Reilly Singles match o NXT Championship |
| 25 października                        | Hell in a Cell                   | Amway Center                                 | Orlando, Floryda                       | Drew McIntyre (c) vs. Randy Orton Hell in a Cell match o WWE Championship |
| 22 listopada                           | Survivor Series                  | Amway Center                                 | Orlando, Floryda                       | Drew McIntyre vs. Roman Reigns Singles match |
| 6 grudnia                              | TakeOver: WarGames               | WWE Performance Center                       | Orlando, Floryda                       | The Undisputed Era (Adam Cole, Kyle O’Reilly, Bobby Fish i Roderick Strong) vs. Team McAfee (Pat McAfee, Pete Dunne, Danny Burch i Oney Lorcan) WarGames match |
| 20 grudnia                             | TLC: Tables, Ladders & Chairs    | Tropicana Field                              | St. Petersburg, Floryda                | The Fiend vs. Randy Orton Firefly Inferno match |

#### 2021
|  | Gala brandu NXT |

| Data                                  | Nazwa                     | Hala                   | Miasto                  | Finałowa walka |
| ------------------------------------- | ------------------------- | ---------------------- | ----------------------- | --- |
| 22 stycznia (wyemitowano 26 stycznia) | Superstar Spectacle       | Tropicana Field        | St. Petersburg, Floryda | Drew McIntyre i The Indus Sher (Rinku i Saurav) vs. Jinder Mahal i The Bollywood Boyz (Sunil Singh i Samir Singh) Six-man tag team match                              |
| 31 stycznia                           | Royal Rumble              | Tropicana Field        | St. Petersburg, Floryda | 30-osobowy męski Royal Rumble match |
| 14 lutego                             | TakeOver: Vengeance Day   | WWE Performance Center | Orlando, Floryda        | Finn Bálor (c) vs. Kyle O’Reilly Singles match o NXT Championship |
| 21 lutego                             | Elimination Chamber       | Tropicana Field        | St. Petersburg, Floryda | Drew McIntyre (c) vs. The Miz Singles match o WWE Championship |
| 21 marca                              | Fastlane                  | Tropicana Field        | St. Petersburg, Floryda | Roman Reigns (c) vs. Daniel Bryan Singles match o WWE Universal Championship                                                                                          |
| 7 kwietnia                            | TakeOver: Stand & Deliver | WWE Performance Center | Orlando, Floryda        | Noc 1: Io Shirai (c) vs. Raquel González Singles match o NXT Women’s Championship                                                                                     |
| 8 kwietnia                            | TakeOver: Stand & Deliver | WWE Performance Center | Orlando, Floryda        | Noc 2: Kyle O’Reilly vs. Adam Cole Unsanctioned match |
| 10 kwietnia                           | WrestleMania 37           | Raymond James Stadium  | Tampa, Floryda          | Noc 1: Sasha Banks (c) vs. Bianca Belair Singles match o WWE SmackDown Women’s Championship                                                                           |
| 11 kwietnia                           | WrestleMania 37           | Raymond James Stadium  | Tampa, Floryda          | Noc 2: Roman Reigns (c) vs. Edge vs. Daniel Bryan Triple threat match o WWE Universal Championship                                                                    |
| 16 maja                               | WrestleMania Backlash     | Yuengling Center       | Tampa, Floryda          | Roman Reigns (c) vs. Cesaro Singles match o WWE Universal Championship                                                                                                |
| 13 czerwca                            | TakeOver: In Your House   | WWE Performance Center | Orlando, Floryda        | Karrion Kross vs. Kyle O’Reilly vs. Adam Cole vs. Johnny Gargano vs. Pete Dunne Fatal 5-way match o NXT Championship                                                  |
| 20 czerwca                            | Hell in a Cell            | Yuengling Center       | Tampa, Floryda          | Bobby Lashley (c) vs. Drew McIntyre Hell in a Cell match o WWE Championship                                                                                           |
| 18 lipca                              | Money in the Bank         | Dickies Arena          | Fort Worth, Teksas      | Roman Reigns (c) vs. Edge Singles match o WWE Universal Championship                                                                                                  |
| 21 sierpnia                           | SummerSlam                | Allegiant Stadium      | Paradise, Nevada        | Roman Reigns (c) vs. John Cena Singles match o WWE Universal Championship                                                                                             |
| 22 sierpnia                           | TakeOver 36               | WWE Performance Center | Orlando, Floryda        | Karrion Kross (c) vs. Samoa Joe Singles match o NXT Championship |
| 26 września                           | Extreme Rules             | Nationwide Arena       | Columbus, Ohio          | Roman Reigns (c) vs. "The Demon" Finn Bálor Extreme Rules match o WWE Universal Championship                                                                          |
| 21 października                       | Crown Jewel               | Mohammed Abdu Arena    | Rijad, Arabia Saudyjska | Roman Reigns (c) vs. Brock Lesnar Singles match o WWE Universal Championship                                                                                          |
| 21 listopada                          | Survivor Series           | Barclays Center        | Brooklyn, Nowy Jork     | Big E vs. Roman Reigns Singles match |
| 5 grudnia                             | WarGames                  | WWE Performance Center | Orlando, Floryda        | Team 2.0 (Bron Breakker, Carmelo Hayes, Tony D’Angelo i Grayson Waller) vs. Team Black & Gold (Tommaso Ciampa, Johnny Gargano, Pete Dunne i LA Knight) WarGames match |

#### 2022
|  | Gala brandu NXT |

| Data            | Nazwa                     | Hala                         | Miasto                   | Finałowa walka |
| --------------- | ------------------------- | ---------------------------- | ------------------------ | --- |
| 1 stycznia      | Day 1                     | State Farm Arena             | Atlanta, Georgia         | Big E (c) vs. Seth „Freakin” Rollins vs. Kevin Owens vs. Bobby Lashley vs. Brock Lesnar Fatal 5-way match o WWE Championship                                                               |
| 29 stycznia     | Royal Rumble              | The Dome at America’s Center | Saint Louis, Missouri    | 30-osobowy męski Royal Rumble match |
| 19 lutego       | Elimination Chamber       | Jeddah Super Dome            | Dżudda, Arabia Saudyjska | Bobby Lashley (c) vs. Brock Lesnar vs. Seth „Freakin” Rollins vs. Austin Theory vs. Riddle vs. AJ Styles Elimination Chamber match o WWE Championship                                      |
| 2 kwietnia      | Stand & Deliver           | American Airlines Center     | Dallas, Teksas           | Dolph Ziggler (c) vs. Bron Breakker Singles match o NXT Championship |
| 2 kwietnia      | WrestleMania 38           | AT&T Stadium                 | Arlington, Teksas        | Noc 1: Stone Cold Steve Austin vs. Kevin Owens No Holds Barred match |
| 3 kwietnia      | WrestleMania 38           | AT&T Stadium                 | Arlington, Teksas        | Noc 2: Brock Lesnar (WWE-c) vs. Roman Reigns (Universal-c) Winner Takes All Singles match o WWE Championship i WWE Universal Championship                                                  |
| 8 maja          | WrestleMania Backlash     | Dunkin’ Donuts Center        | Providence, Rhode Island | Drew McIntyre’a i RK-Bro (Randy Orton i Riddle) vs. (Roman Reigns i The Usos (Jey Uso i Jimmy Uso)) Six-man tag team match                                                                 |
| 4 czerwca       | In Your House             | WWE Performance Center       | Orlando, Floryda         | Bron Breakker (c) vs. Joe Gacy Singles match o NXT Championship |
| 5 czerwca       | Hell in a Cell            | Allstate Arena               | Rosemont, Illinois       | Cody Rhodes vs. Seth „Freakin” Rollins Hell in a Cell match |
| 2 lipca         | Money in the Bank         | MGM Grand Garden Arena       | Paradise, Nevada         | Drew McIntyre vs. Madcap Moss vs. Omos vs. Riddle vs. Sami Zayn vs. Seth „Freakin” Rollins vs. Sheamus vs. Theory Money in the Bank ladder match                                           |
| 30 lipca        | SummerSlam                | Nissan Stadium               | Nashville, Tennessee     | Roman Reigns (c) vs. Brock Lesnar Last Man Standing match o Undisputed WWE Universal Championship                                                                                          |
| 3 września      | Clash at the Castle       | Principality Stadium         | Cardiff, Walia           | Roman Reigns (c) vs. Drew McIntyre Singles match o Undisputed WWE Universal Championship                                                                                                   |
| 4 września      | Worlds Collide            | WWE Performance Center       | Orlando, Floryda         | Bron Breakker (NXT-c) vs. Tyler Bate (NXT UK-c) Singles match unifikujący NXT Championship i NXT United Kingdom Championship                                                               |
| 8 października  | Extreme Rules             | Wells Fargo Center           | Filadelfia, Pensylwania  | Matt Riddle vs. Seth „Freakin” Rollins Fight Pit match |
| 22 października | Halloween Havoc           | WWE Performance Center       | Orlando, Floryda         | Bron Breakker (c) vs. Ilja Dragunov vs. JD McDonagh Triple threat match o NXT Championship                                                                                                 |
| 5 listopada     | Crown Jewel               | Mrsool Park                  | Rijad, Arabia Saudyjska  | Roman Reigns (c) vs. Logan Paul Singles match o Undisputed WWE Universal Championship |
| 26 listopada    | Survivor Series: WarGames | TD Garden                    | Boston, Massachusetts    | Team Brawling Brutes (Sheamus, Ridge Holland i Butch, Drew McIntyre i Kevin Owens) vs. The Bloodline (Roman Reigns, The Usos (Jey Uso i Jimmy Uso), Solo Sikoa i Sami Zayn) WarGames match |
| 10 grudnia      | Deadline                  | WWE Performance Center       | Orlando, Floryda         | Bron Breakker (c) vs. Apollo Crews Singles match o NXT Championship |

#### 2023
|  | Gala brandu NXT |

| Data           | Nazwa                     | Hala                                       | Miasto                       | Finałowa walka |
| -------------- | ------------------------- | ------------------------------------------ | ---------------------------- | --- |
| 28 stycznia    | Royal Rumble              | Alamodome                                  | San Antonio, Teksas          | Roman Reigns (c) vs. Kevin Owens Singles match o Undisputed WWE Universal Championship |
| 4 lutego       | Vengeance Day             | Spectrum Center                            | Charlotte, Karolina Północna | Bron Breakker (c) vs. Grayson Waller Steel Cage match o NXT Championship |
| 18 lutego      | Elimination Chamber       | Bell Centre                                | Montreal, Quebec, Kanada     | Roman Reigns (c) vs. Sami Zayn Singles match o Undisputed WWE Universal Championship |
| 1 kwietnia     | Stand & Deliver           | Crypto.com Arena                           | Los Angeles, Kalifornia      | Bron Breakker (c) vs. Carmelo Hayes Singles match o NXT Championship |
| 1 kwietnia     | WrestleMania 39           | SoFi Stadium                               | Inglewood, Kalifornia        | Noc 1: The Usos (Jey Uso i Jimmy Uso) (c) vs. Kevin Owens i Sami Zayn Tag team match o Undisputed WWE Tag Team Championship                                                                   |
| 2 kwietnia     | WrestleMania 39           | SoFi Stadium                               | Inglewood, Kalifornia        | Noc 2: Roman Reigns (c) vs. Cody Rhodes Singles match o Undisputed WWE Universal Championship                                                                                                 |
| 6 maja         | Backlash                  | Coliseo de Puerto Rico Jose Miguel Agrelot | San Juan, Portoryko          | Cody Rhodes vs. Brock Lesnar Singles match |
| 27 maja        | Night of Champions        | Jeddah Super Dome                          | Dżudda, Arabia Saudyjska     | Kevin Owens i Sami Zayn (c) vs. The Bloodline (Roman Reigns i Solo Sikoa) Tag team match o Undisputed WWE Tag Team Championship                                                               |
| 28 maja        | Battleground              | Tsongas Center                             | Lowell, Massachusetts        | Carmelo Hayes (c) vs. Bron Breakker Singles match o NXT Championship |
| 1 lipca        | Money in the Bank         | The O2 Arena                               | Londyn, Anglia               | The Bloodline (Roman Reigns i Solo Sikoa) vs. The Usos (Jey Uso i Jimmy Uso) „Bloodline Civil War” tag team match                                                                             |
| 30 lipca       | The Great American Bash   | H-E-B Center at Cedar Park                 | Cedar Park, Teksas           | Carmelo Hayes (c) vs. Ilja Dragunov Singles match o NXT Championship |
| 5 sierpnia     | SummerSlam                | Ford Field                                 | Detroit, Michigan            | Roman Reigns (c) vs. Jey Uso Tribal Combat o Undisputed WWE Universal Championship i uznanie jako wódz plemienia Rodziny Anoaʻi                                                               |
| 2 września     | Payback                   | PPG Paints Arena                           | Pittsburgh, Pensylwania      | Seth „Freakin” Rollins (c) vs. Shinsuke Nakamura Singles match o World Heavyweight Championship                                                                                               |
| 30 września    | No Mercy                  | Mechanics Bank Arena                       | Bakersfield, Kalifornia      | Becky Lynch (c) vs. Tiffany Stratton Extreme Rules match o NXT Women’s Championship |
| 7 października | Fastlane                  | Gainbridge Fieldhouse                      | Indianapolis, Indiana        | Seth „Freakin” Rollins (c) vs. Shinsuke Nakamura Last Man Standing match o World Heavyweight Championship                                                                                     |
| 4 listopada    | Crown Jewel               | Mohammed Abdu Arena                        | Rijad, Arabia Saudyjska      | Roman Reigns (c) vs. LA Knight Singles match o Undisputed WWE Universal Championship |
| 25 listopada   | Survivor Series: WarGames | Allstate Arena                             | Rosemont, Illinois           | Seth „Freakin” Rollins, Cody Rhodes, Jey Uso, Sami Zayn i Randy Orton vs. The Judgment Day (Finn Bálor, Damian Priest, „Dirty” Dominik Mysterio i JD McDonagh) i Drew McIntyre WarGames match |
| 9 grudnia      | Deadline                  | Total Mortgage Arena                       | Bridgeport, Connecticut      | Ilja Dragunov (c) vs. Baron Corbin Singles match o NXT Championship |

#### 2024
|  | Gala brandu NXT |

| Data            | Nazwa                       | Hala                              | Miasto                                | Finałowa walka |
| --------------- | --------------------------- | --------------------------------- | ------------------------------------- | --- |
| 27 stycznia     | Royal Rumble                | Tropicana Field                   | St. Petersburg, Floryda               | 30-osobowy męski Royal Rumble match |
| 4 lutego        | Vengeance Day               | F&M Bank Arena                    | Clarksville, Tennessee                | Ilja Dragunov (c) vs. Trick Williams Singles match o NXT Championship                                                                                              |
| 24 lutego       | Elimination Chamber         | Optus Stadium                     | Perth, Australia                      | Rhea Ripley (c) vs. Nia Jax Singles match o Women’s World Championship                                                                                             |
| 6 kwietnia      | Stand & Deliver             | Wells Fargo Center                | Filadelfia, Pensylwania               | Trick Williams vs. Carmelo Hayes Singles match |
| 6 kwietnia      | WrestleMania XL             | Lincoln Financial Field           | Filadelfia, Pensylwania               | Noc 1: The Bloodline (The Rock i Roman Reigns) vs. Cody Rhodes i Seth „Freakin” Rollins Tag team match                                                             |
| 7 kwietnia      | WrestleMania XL             | Lincoln Financial Field           | Filadelfia, Pensylwania               | Noc 2: Roman Reigns (c) vs. Cody Rhodes Bloodline Rules match o Undisputed WWE Universal Championship                                                              |
| 4 maja          | Backlash                    | LDLC Arena                        | Décines-Charpieu, Francja             | Cody Rhodes (c) vs. AJ Styles Singles match o Undisputed WWE Championship                                                                                          |
| 25 maja         | King and Queen of the Ring  | Jeddah Super Dome                 | Dżudda, Arabia Saudyjska              | Cody Rhodes (c) vs. Logan Paul Singles match o Undisputed WWE Championship                                                                                         |
| 9 czerwca       | Battleground                | UFC Apex                          | Enterprise, Nevada                    | Trick Williams (c) vs. Ethan Page Singles match o NXT Championship                                                                                                 |
| 15 czerwca      | Clash at the Castle         | OVO Hydro                         | Glasgow, Szkocja                      | Damian Priest (c) vs. Drew McIntyre Singles match o World Heavyweight Championship                                                                                 |
| 6 lipca         | Money in the Bank           | Scotiabank Arena                  | Toronto, Ontario, Kanada              | Cody Rhodes, Randy Orton i Kevin Owens vs. The Bloodline (Solo Sikoa, Tama Tonga i Jacob Fatu) Six-man tag team match                                              |
| 7 lipca         | Heatwave                    | Scotiabank Arena                  | Toronto, Ontario, Kanada              | Trick Williams (c) vs. Je’Von Evans vs. Ethan Page vs. Shawn Spears Fatal 4-way match o NXT Championship                                                           |
| 3 sierpnia      | SummerSlam                  | Cleveland Browns Stadium          | Cleveland, Ohio                       | Cody Rhodes (c) vs. Solo Sikoa Bloodline Rules match o Undisputed WWE Championship                                                                                 |
| 31 sierpnia     | Bash in Berlin              | Uber Arena                        | Berlin, Niemcy                        | Gunther (c) vs. Randy Orton Singles match o World Heavyweight Championship                                                                                         |
| 1 września      | No Mercy                    | Ball Arena                        | Denver, Kolorado                      | Ethan Page (c) vs. Joe Hendry Singles match o NXT Championship |
| 5 października  | Bad Blood                   | State Farm Arena                  | Atlanta, Georgia                      | Cody Rhodes i Roman Reigns vs. The Bloodline (Solo Sikoa i Jacob Fatu) Tag team match                                                                              |
| 27 października | Halloween Havoc             | Giant Center                      | Hershey, Pensylwania                  | Trick Williams (c) vs. Ethan Page Devil’s Playground match o NXT Championship                                                                                      |
| 2 listopada     | Crown Jewel                 | Mohammed Abdo Arena               | Rijad, Arabia Saudyjska               | Gunther (WHC) vs. Cody Rhodes (WWE) Singles match o WWE Crown Jewel Championship                                                                                   |
| 30 listopada    | Survivor Series: WarGames   | Rogers Arena                      | Vancouver, Kolumbia Brytyjska, Kanada | Roman Reigns, The Usos (Jey Uso i Jimmy Uso), Sami Zayn i CM Punk vs. The Bloodline (Solo Sikoa, Jacob Fatu, Tama Tonga i Tonga Loa) i Bronson Reed WarGames match |
| 7 grudnia       | Deadline                    | Minneapolis Armory                | Minneapolis, Minnesota                | Sol Ruca vs. Stephanie Vaquer vs. Zaria vs. Giulia vs. Wren Sinclair Iron Survivor Challenge                                                                       |
| 14 grudnia      | Saturday Night’s Main Event | Nassau Veterans Memorial Coliseum | Uniondale, Nowy Jork                  | Cody Rhodes (c) vs. Kevin Owens Singles match o Undisputed WWE Championship                                                                                        |

#### 2025
Począwszy od stycznia 2025 roku, WWE rozpoczęło współpracę z Netflix, w ramach której Raw będzie transmitowane na żywo na całym świecie co tydzień. Na całym świecie wszystkie SmackDown, NXT i wydarzenia transmitowane na żywo również zostaną przeniesione do Netflix. Dzięki tej współpracy WWE zaprzestało działalności WWE Network we wszystkich krajach, z wyjątkiem kilku, które nie otrzymują WWE na Netflixie. Każde wydarzenie transmitowane na żywo od tego momentu było emitowane zarówno w Peacock w Stanach Zjednoczonych, jak i Netflix na całym świecie. Wydarzenia "nadawane ekskluzywnie na WWE Network" nie będą już godne uwagi od stycznia 2025 roku, wraz z zaprzestaniem działania WWE Network w większości regionów na całym świecie.
|  | Gala brandu NXT |

| Data        | Nazwa                       | Hala              | Miasto                      | Finałowa walka |
| ----------- | --------------------------- | ----------------- | --------------------------- | --- |
| 25 stycznia | Saturday Night’s Main Event | Frost Bank Center | San Antonio, Teksas         | Gunther (c) vs. Jey Uso Singles match o World Heavyweight Championship                                                        |
| 1 lutego    | Royal Rumble                | Lucas Oil Stadium | Indianapolis, Indiana       | 30-osobowy męski Royal Rumble match                                                                                           |
| 15 lutego   | Vengeance Day               | CareFirst Arena   | Waszyngton, D.C.            | Giulia (c) vs. Bayley vs. Roxanne Perez vs. Cora Jade Fatal 4-way match o NXT Women’s Championship                            |
| 1 marca     | Elimination Chamber         | Rogers Centre     | Toronto, Ontario, Kanada    | John Cena vs. CM Punk vs. Drew McIntyre vs. Logan Paul vs. Damian Priest vs. Seth „Freakin” Rollins Elimination Chamber match |
| 19 kwietnia | Stand & Deliver             | T-Mobile Arena    | Paradise, Nevada            | Oba Femi (c) vs. Trick Williams vs. Je’Von Evans Triple threat match o NXT Championship                                       |
| 19 kwietnia | WrestleMania 41             | Allegiant Stadium | Paradise, Nevada            | Roman Reigns vs. CM Punk vs. Seth Rollins Triple threat match                                                                 |
| 20 kwietnia | WrestleMania 41             | Allegiant Stadium | Paradise, Nevada            | Cody Rhodes (c) vs. John Cena Singles match o Undisputed WWE Championship                                                     |
| 10 maja     | Backlash                    | Enterprise Center | St. Louis, Missouri         | John Cena (c) vs. Randy Orton Singles match o Undisputed WWE Championship                                                     |
| 24 maja     | Saturday Night’s Main Event | Yuengling Center  | Tampa, Floryda              | Jey Uso (c) vs. Logan Paul Singles match o World Heavyweight Championship                                                     |
| 25 maja     | Battleground                | Yuengling Center  | Tampa, Floryda              | Joe Hendry (c) vs. Trick Williams Singles match o TNA World Championship                                                      |
| 7 czerwca   | Worlds Collide              | Kia Forum         | Inglewood, Kalifornia       | El Hijo del Vikingo (c) vs. Chad Gable Singles match o AAA Mega Championship                                                  |
| 7 czerwca   | Money in the Bank           | Intuit Dome       | Inglewood, Kalifornia       | Cody Rhodes i Jey Uso vs. John Cena i Logan Paul Tag team match                                                               |
| 28 czerwca  | Night of Champions          | Kingdom Arena     | Rijad, Arabia Saudyjska     | John Cena (c) vs. CM Punk Singles match o Undisputed WWE Championship                                                         |
| 12 lipca    | The Great American Bash     | Center Stage      | Atlanta, Georgia            | Jordynne Grace i Blake Monroe vs. Fatal Influence (Jacy Jayne i Fallon Henley) Tag team match                                 |
| 12 lipca    | Saturday Night’s Main Event | State Farm Arena  | Atlanta, Georgia            | Gunther (c) vs. Goldberg Singles match o World Heavyweight Championship                                                       |
| 13 lipca    | Evolution                   | State Farm Arena  | Atlanta, Georgia            | Iyo Sky (c) vs. Rhea Ripley vs. Naomi Triple threat match o Women’s World Championship                                        |
| 2 sierpnia  | SummerSlam                  | MetLife Stadium   | East Rutherford, New Jersey | CM Punk (c) vs. Seth Rollins Singles match o World Heavyweight Championship                                                   |
| 3 sierpnia  | SummerSlam                  | MetLife Stadium   | East Rutherford, New Jersey | John Cena (c) vs. Cody Rhodes Street Fight o Undisputed WWE Championship                                                      |
| 16 sierpnia | Triplemanía XXXIII          | Arena CDMX        | Meksyk, Meksyk              | El Hijo del Vikingo (c) vs. Dominik Mysterio vs. Dragon Lee vs. El Grande Americano Four-way match o AAA Mega Championship    |

## Nadchodzące gale

### 2025
|  | Gala brandu NXT |

| Data            | Nazwa                     | Hala                                     | Miasto                |
| --------------- | ------------------------- | ---------------------------------------- | --------------------- |
| 24 sierpnia     | Heatwave                  | Lowell Memorial Auditorium               | Lowell, Massachusetts |
| 31 sierpnia     | Clash in Paris            | Paris La Défense Arena                   | La Défense, Francja   |
| 12 września     | Worlds Collide            | Cox Pavilion at the Thomas & Mack Center | Paradise, Nevada      |
| 20 września     | TBA                       | TBA                                      | Indianapolis, Indiana |
| 11 października | Crown Jewel               | RAC Arena                                | Perth, Australia      |
| 29 listopada    | Survivor Series: WarGames | Petco Park                               | San Diego, Kalifornia |

### 2026
| Data        | Nazwa             | Hala              | Miasto                  |
| ----------- | ----------------- | ----------------- | ----------------------- |
| Styczeń     | Royal Rumble      | TBA               | Rijad, Arabia Saudyjska |
| 18 kwietnia | WrestleMania 42   | Allegiant Stadium | Paradise, Nevada        |
| 19 kwietnia | WrestleMania 42   | Allegiant Stadium | Paradise, Nevada        |
| 1 sierpnia  | SummerSlam        | U.S. Bank Stadium | Minneapolis, Minnesota  |
| 2 sierpnia  | SummerSlam        | U.S. Bank Stadium | Minneapolis, Minnesota  |
| 29 sierpnia | Money in the Bank | TBA               | Nowy Orlean, Luizjana   |

## Liczba gal na rok
Razem – 541+12 potwierdzonych

## Tematyczne gale pay-per-view
Część z gal pay-per-view skupia się na danym typie meczów, a niektóre z nich mają całkowitą wyłączność na posiadanie specjalnych typów walk. W latach dziewięćdziesiątych to gale „wielkiej czwórki” posiadały specjalne walki, podczas gdy na galach z cyklu In Your House odbywały się zwykłe mecze.
| Pay-per-view                           | Opis |
| Obecne                                 | Obecne |
| -------------------------------------- | --- |
| Royal Rumble                           | Podczas gali odbywa się męski oraz żeński Royal Rumble match. |
| Elimination Chamber                    | Jeden lub więcej pojedynków to Elimination Chamber match. |
| King and Queen of the Ring             | King of the Ring oraz Queen of the Ring jest turniejem eliminacyjnym o tytuł, odpowiednio King of the Ring i Queen of the Ring. |
| Money in the Bank                      | Jedna lub dwie walki w karcie to Money in the Bank ladder match. |
| Survivor Series                        | Gala, która skupia się na eliminacyjnych drużynowych starciach, czyli na tradycyjnych Survivor Series elimination matchach. Nosił motyw międzybrandowy od 2016 do 2021 roku, a następnie był motywem przewodnim WarGames matchu rozpoczynającego się w 2022 roku.                                                                      |
| Zakończone                             | |
| The Wrestling Classic                  | The Wrestling Classic był turniejem eliminacyjnym. |
| Invasion                               | Wszystkie walki były pomiędzy zawodnikami federacją WWE a zawodnikami federacjami WCW i ECW. |
| Bad Blood                              | Jednaa walka w karcie to Hell in a Cell match |
| One Night Stand                        | Gala skupiała się na różnych wariacjach hardcore wrestlingu. |
| Taboo Tuesday/Cyber Sunday             | Fani mogli głosować przed meczami na przeciwników lub stypulacje walki. |
| Breaking Point                         | W karcie walk znajdowały się pojedynki submission match i „I Quit” match. |
| Fatal 4-Way                            | Kilka walk w karcie to czteroosobowy Fatal 4-way match. |
| Bragging Rights                        | Członkowie brandów Raw i SmackDown brali udział przeciwko sobie w 14-osobowym tag-team matchu o puchar Bragging Rights. |
| Greatest Royal Rumble                  | Podczas gali odbywał się Greatest Royal Rumble match, który składał się z 50 uczestników. |
| Finał Cruiserweight Classic            | Kulminacja 32 osobowego turnieju z zawodnikami ważącymi poniżej 205 funtów |
| United Kingdom Championship Tournament | Podczas gali odbywał się turniej wokół tytułu United Kingdom Championship. |
| Finał Mae Young Classic                | Kulminacja żeńskiego 32 osobowego turnieju. |
| Evolution                              | Gala na której odbywały się tylko walki żeńskie. |
| Clash of Champions                     | Wszyscy mistrzowie musieli bronić swoich tytułów mistrzowskich. |
| TLC: Tables, Ladders & Chairs          | Przynajmniej jedna walka w karcie to Tables, Ladders and Chairs match. Na gali może się jeszcze odbyć chairs match, tables match oraz ladder match. |
| NXT WarGames                           | Jedna lub więcej walk w karcie to WarGames match. |
| Hell in a Cell                         | Jedna lub więcej walk w karcie to Hell in a Cell match. |
| Extreme Rules                          | Kilka walk w karcie to Extreme Rules match lub inny wariant hardcore wrestlingu. |
| Night of Champions                     | Zawiera walki o mistrzostwa. Od 2007 do 2015 roku tematem było to, że broniono każdego aktywnego mistrzostwa WWE w głównym rosterze; ta gala została zastąpiona przez Clash of Champions w 2016 roku z podobną koncepcją. Night of Champions zostało przywrócone w 2023 roku, ale nie broniono wszystkich mistrzostw głównego rosteru. |